# Tesla (automobile)
Pour les articles homonymes, voir Tesla.
Tesla Inc. est un constructeur automobile de voitures électriques fondé en 2003 à San Carlos, en Californie, par Martin Eberhard et Marc Tarpenning. Le nom de l'entreprise est un hommage à Nikola Tesla, inventeur et ingénieur austro-hongrois d'origine serbe naturalisé américain, pionnier dans le domaine de la transmission de courant électrique.
Entré au capital en 2004, Elon Musk, son actuel dirigeant, en a fait un constructeur automobile connu du grand public par un marketing virulent. La marque se fait connaître notamment par ses promesses de proposer des véhicules se déplaçant en pilotage automatique, bien que les véhicules Tesla ne proposent qu’une assistance à la conduite.
En 2010, Tesla devient cotée à la Bourse de New York.
L'entreprise s'est diversifiée dans les solutions énergétiques sous la forme notamment de batteries stationnaires, appelées « powerwall » pour le secteur résidentiel et « powerpack » pour le secteur industriel. En 2016, la fusion avec l'entreprise SolarCity ajoute à son portefeuille de produits les panneaux et tuiles photovoltaïques.
La Tesla Model S, berline familiale haut de gamme produite depuis 2012, devient la voiture électrique la plus vendue dans le monde en 2015 et 2016. Ses ventes atteignent 200 000 unités au quatrième trimestre 2017. En septembre 2015, le constructeur sort le Model X, un SUV dérivé de la Model S. Conformément au plan de l'entreprise publié en 2006, l'entreprise lance en juillet 2017 une berline compacte plus abordable que la Model S, appelée Model 3. Tesla dépasse la barre des 300 000 véhicules produits en février 2018 et atteint le premier million de véhicules produits en mars 2020.
En 2021, Tesla devient le constructeur automobile le plus rentable du monde occidental et sa capitalisation boursière dépasse 1 000 milliards de dollars. Les ventes mondiales de l'année atteignent plus de 936 000 voitures, en progression de 87 %. En 2022, la bulle boursière explose et la société perd plus de la moitié de sa capitalisation, mais elle regagne 65 % en janvier 2023.
Au quatrième trimestre 2023, Tesla perd sa place de premier constructeur de voitures électriques, dépassé par BYD. Au premier trimestre 2024, Tesla licencie 10% de ses effectifs.
Le siège social se situe à Austin, au Texas, sur le fleuve Colorado, aux États-Unis.

## Histoire

### Fondation (2003-2004)
Fondée sous le nom de Tesla Motors, Tesla est créée en 2003 par Martin Eberhard et Marc Tarpenning. Le nom de l'entreprise est un hommage à Nikola Tesla, inventeur et ingénieur américain d’origine serbe. Eberhard et Tarpenning occupent alors respectivement les postes de PDG et de directeur financier.
Selon Martin Eberhard, l'idée derrière la fondation de Tesla Motors vient d'une volonté de créer « un constructeur automobile qui soit également une entreprise technologique », dont les technologies de base seraient « la batterie, le logiciel informatique et le moteur ».
Ian Wright, le troisième employé de Tesla, rejoint l'entreprise quelques mois plus tard.
Les trois collègues lèvent 7,5 millions de dollars en février 2004 dans le cadre d'un financement de série A auprès de divers investisseurs, dont Elon Musk, qui contribue pour la grande majorité avec 6,5 millions de dollars,.
Après l'investissement, Elon Musk rejoint la société et devient président du conseil d'administration,. J. B. Straubel rejoint Tesla en mai 2004.
À la suite d'un procès entre Martin Eberhard et Tesla en septembre 2009, Eberhard, Tarpenning, Wright, Musk et Straubel sont reconnus comme cofondateurs de Tesla Motors.

### Roadster (2005–2009)

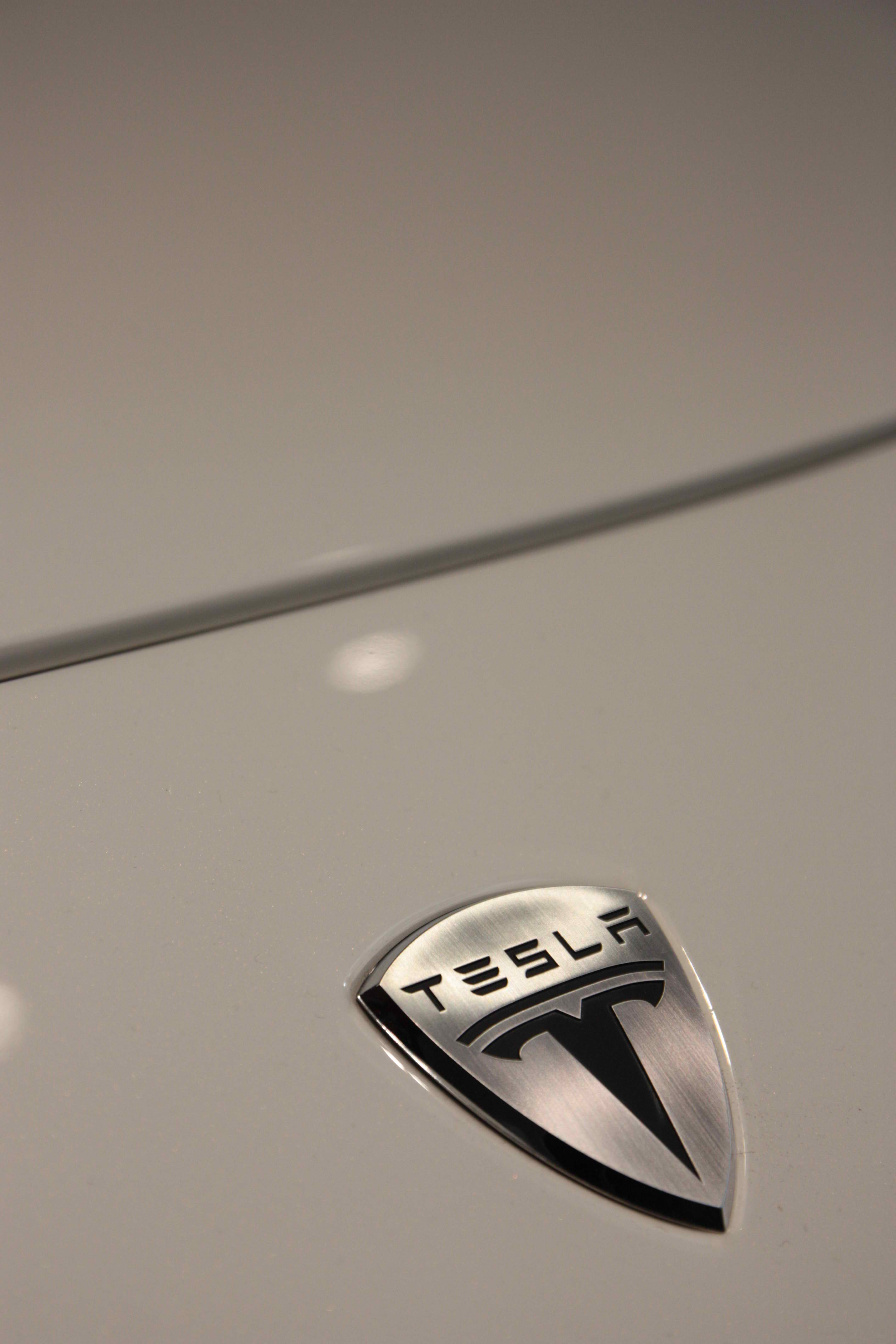
L'insigne de Tesla Motors tel qu'il apparaît sur un Tesla Roadster Sport première génération.

Elon Musk joue un rôle actif au sein de l'entreprise et supervise en détail la conception du Tesla Roadster, mais n'est pas profondément impliqué dans les opérations commerciales quotidiennes. Dès le début, Elon Musk affirme que l'objectif stratégique à long terme de Tesla est de créer des véhicules électriques abordables destinés au marché de masse. L'objectif de Tesla est de commencer par une voiture de sport haut de gamme destinée aux premiers acheteurs de l'entreprise, puis de passer à des véhicules plus grand public, notamment des berlines et des breaks abordables,[source insuffisante].
En février 2006, un tour de table de série B rapporte un montant de 13 millions de dollars ; Valor Equity Partners rejoint dès lors l'équipe de financement,. Elon Musk codirige le troisième tour de table de 40 millions de dollars en mai 2006. Ce tour de table comprend des investissements d'entrepreneurs de premier plan, notamment les cofondateurs de Google, Sergey Brin et Larry Page, et l'ancien président d'eBay, Jeffrey Skoll. Un quatrième tour de table d'une valeur de 45 millions de dollars en mai 2007 porte le total des investissements privés à plus de 105 millions de dollars. Des prototypes de la première voiture de Tesla, le Roadster, sont officiellement révélés au public le 19 juillet 2006 à Santa Monica, en Californie, lors d'un événement sur invitation de 350 personnes organisé dans le hangar Barker de l'aéroport de Santa Monica.
En août 2007, le conseil d'administration demande à Eberhard de quitter son poste de PDG. Eberhard occupe ensuite le poste de « président de la technologie » avant de quitter définitivement la société en janvier 2008. Le cofondateur Marc Tarpenning, qui occupe alors le poste de vice-président de l'ingénierie électrique de la société, quitte également la société en janvier 2008. En août 2007, Michael Marks est engagé comme PDG par intérim, et en décembre 2007, Ze'ev Drori devient PDG et président. Elon Musk succède à Drori comme PDG en octobre 2008.
Tesla commence la production du Roadster en 2008. En janvier 2009, Tesla a levé 187 millions de dollars et livré 147 voitures. Elon Musk a alors apporté 70 millions de dollars de sa propre fortune à l'entreprise. Plus tard dans l'année, en juin, Tesla est autorisée à recevoir 465 millions de dollars de prêts du département de l'Énergie des États-Unis. Ce financement, qui s'inscrit dans le cadre du programme de prêts pour la fabrication de véhicules à technologie avancée (Advanced Technology Vehicles Manufacturing Loan Program) de 8 milliards de dollars américains, soutient Tesla dans l'ingénierie et la production de la berline Model S. Tesla rembourse le prêt en mai 2013, payant des intérêts d'une valeur de 12 millions de dollars américains.

### Introduction en Bourse, Model S et Model X (2010-2015)

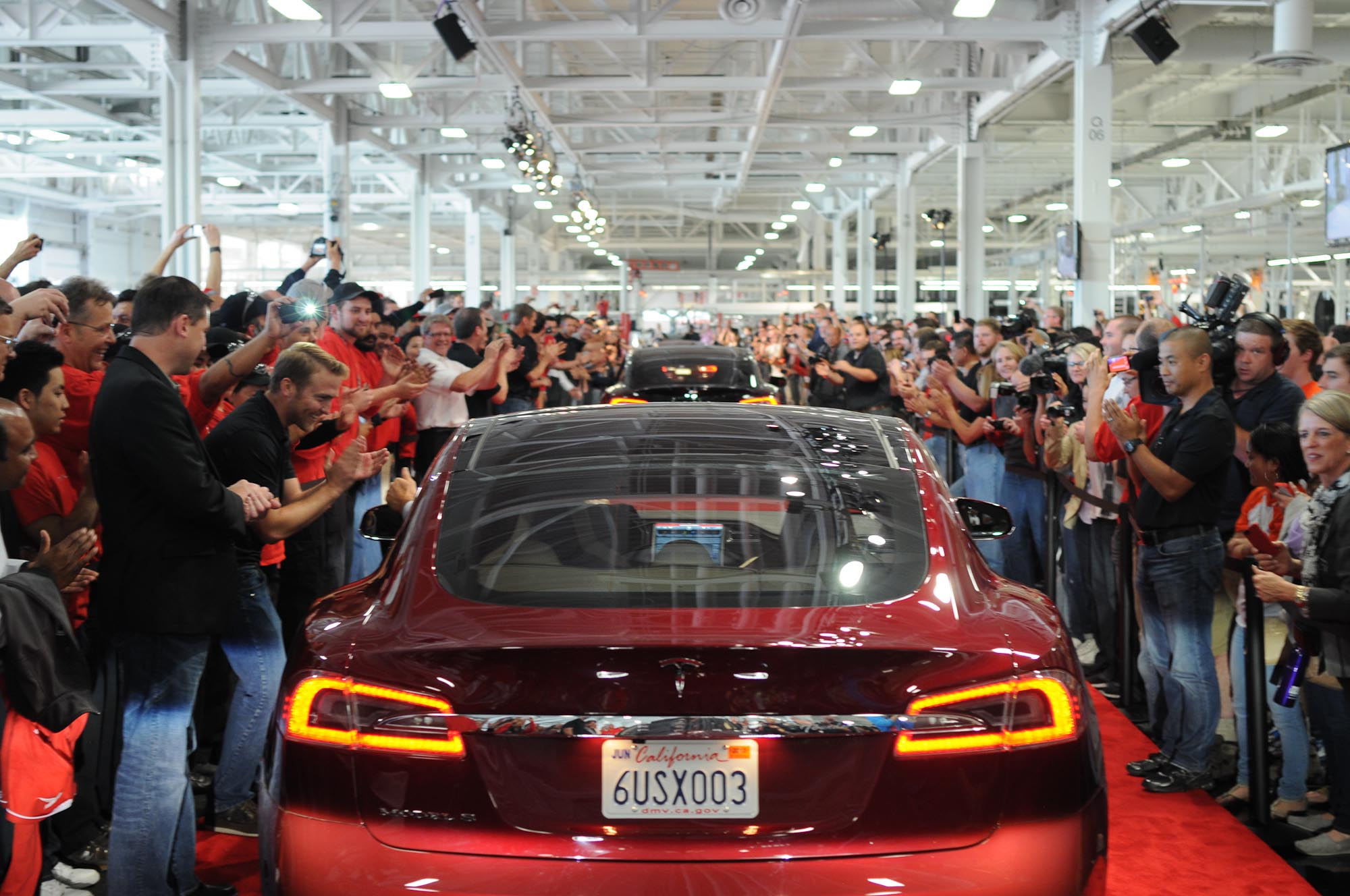
Premières livraisons du Model S à l'usine Tesla de Fremont, en Californie, en juin 2012.

En mai 2010, Tesla rachète une ancienne usine de General Motors et Toyota à Fremont, en Californie, pour 42 millions de dollars. Le site, baptisé Tesla Factory, est destiné à la production du Model S et ouvre en octobre 2010. Le 29 juin 2010, Tesla Motors entre en Bourse au NASDAQ et devient la première société automobile américaine à le faire depuis l'introduction en Bourse de Ford en 1956. La société émet 13,3 millions d'actions ordinaires au prix de 17,00 $ par action, ce qui lui permet de lever 226 millions de dollars.
En janvier 2012, Tesla cesse la production du Roadster, et en juin, l'entreprise lance officiellement sa deuxième voiture, la berline de luxe Model S. Le Model S remporte plusieurs prix automobiles en 2012 et 2013, dont le trophée de la Voiture de l'Année Motor Trend, et devient la première voiture électrique à se hisser en tête du classement mensuel des ventes d'un pays, lorsqu'elle atteint la première place du palmarès norvégien des ventes de voitures neuves en septembre 2013,. Le Model S est également la voiture électrique rechargeable la plus vendue au monde pour les années 2015 et 2016.
Tesla annonce l'Autopilot, un système d'aide à la conduite, en 2014. En septembre de la même année, toutes les voitures Tesla commencent à être livrées avec des capteurs et des logiciels pour prendre en charge cette fonction. Ces véhicules portent ainsi la dénomination « hardware version 1 » ou « HW1 ». En juin 2014, Tesla rend ses brevets accessibles à tous, Elon Musk ayant déclaré : « Si une entreprise dépend de ses brevets, c'est qu'elle n'innove pas ou alors qu'elle n'innove pas assez rapidement ».
En avril 2015, Tesla fait son entrée sur le marché du stockage d'énergie en dévoilant ses packs de batteries domestiques Powerwall et industriels Powerpack. L'entreprise reçoit des commandes évaluées à 800 millions de dollars dans la semaine qui suit l'annonce.
Tesla lance son troisième véhicule, le SUV de luxe Model X, en septembre 2015. À ce moment, l'entreprise vend plus de 10 000 véhicules par trimestre. Malgré ces bons résultats, au deuxième trimestre 2015, Tesla est déficitaire, sa perte nette atteignant les 184 millions de dollars.

### SolarCity et Model 3 (2016-2018)

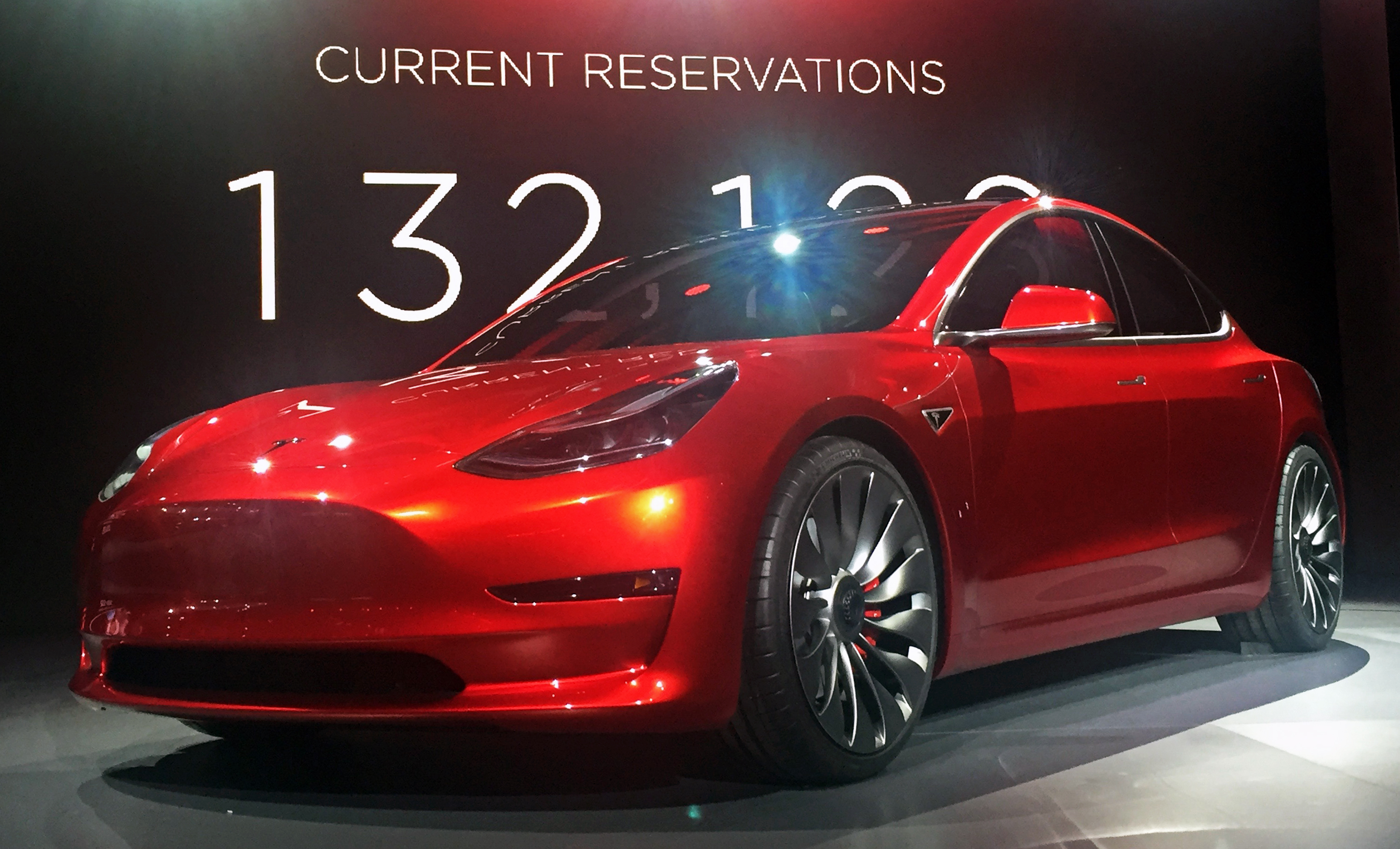
La berline Model 3 est présentée au public le 31 mars 2016.

En novembre 2016, Tesla fait l'acquisition de SolarCity, entrant ainsi sur le marché de l'énergie solaire photovoltaïque. Quelques mois plus tard, en février 2017, Tesla Motors raccourcit son nom en Tesla afin de mieux refléter l'étendue de son activité, qui comprend alors des véhicules électriques, des systèmes de stockage d'énergie stationnaires et la production d'énergie solaire.
Tesla commence également son effort philanthropique. En 2017, l'entreprise aide des zones se remettant de catastrophes, en particulier en installant des systèmes de production photovoltaïque et de stockage pour rétablir l'électricité dans un hôpital de Porto Rico, après le passage de l'ouragan Maria,. En juillet 2018, l'entreprise fait don de 37,5 millions de dollars à un système d'éducation, le STEM K-12, au Nevada. En janvier 2020, Tesla fait don de 5 millions de yuans (723 000 $) au Centre chinois de contrôle et de prévention des maladies pour lutter contre la pandémie de Covid-19,.
Tesla commence à vendre son quatrième modèle de véhicule, la berline Model 3, en juillet 2017. Le Model 3, destiné au marché de masse, est moins cher par rapport aux véhicules Tesla précédents. Il est très attendu, ce qui incite l'entreprise à essayer d'accélérer la production. En août 2017, Tesla a 455 000 réservations pour le Model 3. Sa sortie est cependant entachée de retards et de problèmes de production, ce qui augmente la pression sur l'entreprise, qui est alors l'une des entreprises les plus populaires du marché de Bourse,. En 2018, le PDG Elon Musk envisage brièvement de racheter toutes les actions de Tesla, mais ce projet ne se concrétise pas ; cette déclaration a suscité de nombreuses controverses. À la fin de l'année 2018, les problèmes de production sont surmontés et le Model 3 figure sur la liste des voitures électriques rechargeables les plus vendues au monde pour l'année,.

### Expansion mondiale (de 2019 à 2023)

#### Lancement du modèle Y et nouveaux modèles

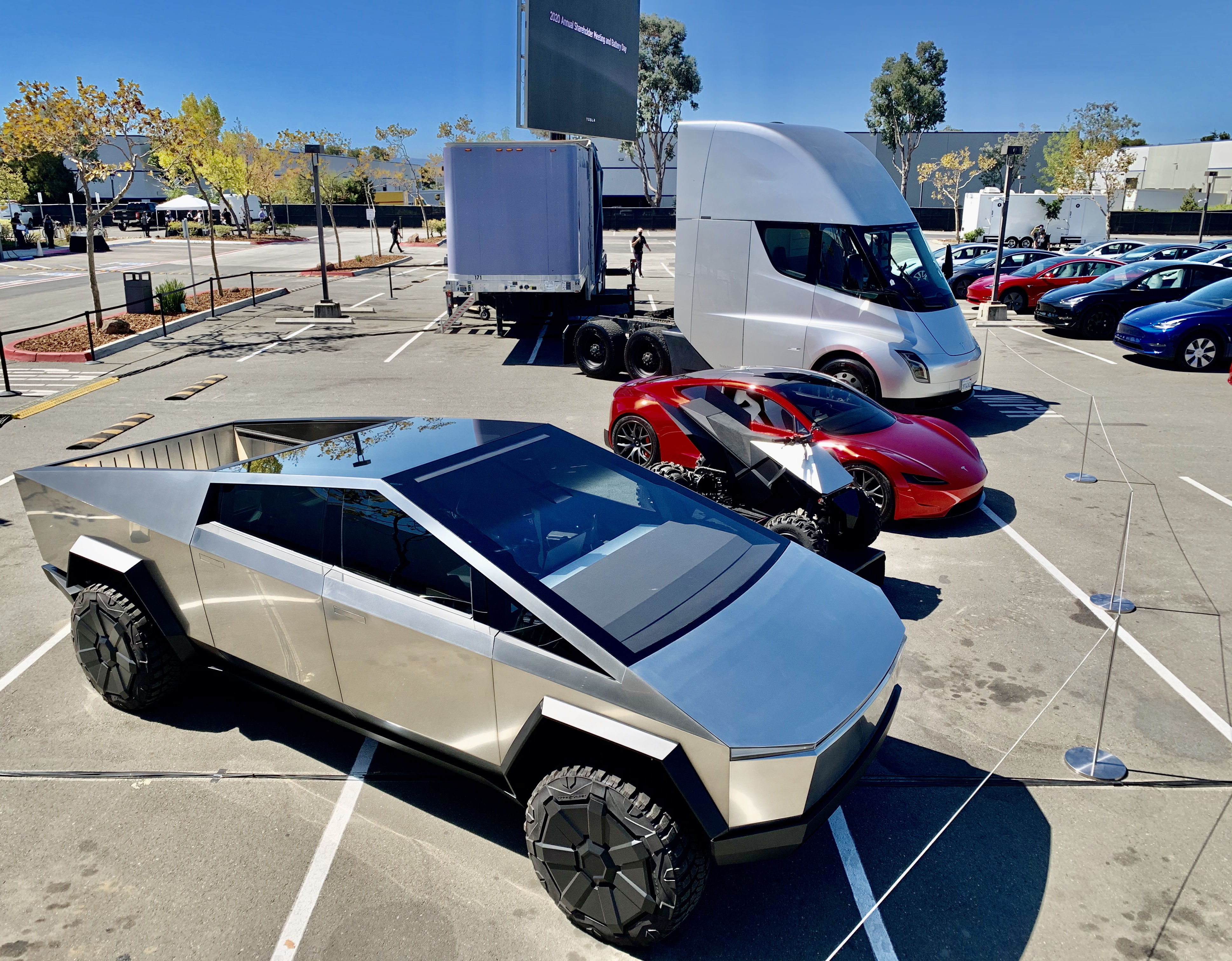
Quatre futurs véhicules Tesla (Cybertruck, Cyberquad, Roadster, Semi) alignés durant l'assemblée annuelle des actionnaires de 2020.

En mars 2020, Tesla commence les livraisons de son cinquième modèle de véhicule, le crossover Model Y.
En 2022, Tesla se concentre sur la production de ses modèles actuels, à commencer par le Model Y, en particulier dans ses nouvelles usines d'Austin et de Berlin. Faute de disponibilité des nouvelles cellules de batterie 4680, le Cybertruck et la compacte à bas prix « Model 2 » sont repoussés à 2023 ; le Semi est également retardé.

#### Construction de nouvelles Gigafactory
À la fin des années 2010, l'entreprise étend ses capacités de production à l'échelle mondiale. Tesla ouvre sa première Gigafactory en dehors des États-Unis à Shanghai, en Chine, en 2019. La Giga Shanghai est la première usine automobile en Chine entièrement détenue par une société étrangère ; elle est construite en moins de 6 mois.
L'année suivante, Tesla débute également la construction d'une nouvelle Gigafactory à Grünheide, près de Berlin, en Allemagne, et d'une autre au Texas, aux États-Unis. Le 22 mars 2022, l'usine de Berlin est inaugurée.
En mars 2024, cette usine est attaquée par un groupuscule d'extrême gauche dénommé « Vulkan ». Le groupuscule incendie un poteau électrique, bloquant la production de l'usine allemande. Le préjudice est estimé par Tesla à plusieurs centaines de millions d'euros. Elon Musk décrit le groupe Vulkan comme « les écoterroristes les plus bêtes du monde ».
En janvier 2023, l'entreprise annonce un investissement de 775 millions d'euros dans son usine du Texas inaugurée en avril 2022,.

#### Résultats d'exploitation et capitalisation boursière

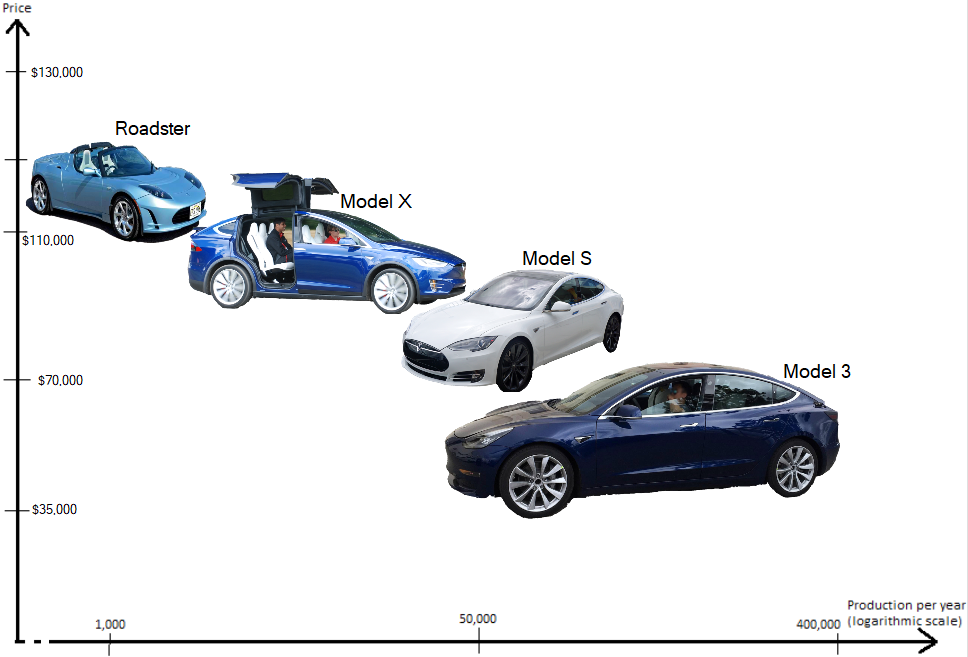
Ventes des véhicules Tesla : l'ordonnée représente le prix et l'abscisse le volume de production.

Le 10 janvier 2020, Tesla atteint une capitalisation boursière de 86 milliards de dollars, battant le record de la plus grande valorisation de tout constructeur automobile américain. Le 10 juin 2020, la capitalisation boursière de Tesla dépasse celles de BMW, Daimler et Volkswagen réunies. Le mois suivant, Tesla atteint une valorisation de 206 milliards de dollars, dépassant les 202 milliards de dollars de Toyota, pour devenir le constructeur automobile à la valeur la plus haute en termes de capitalisation boursière. Le 31 août 2020, Tesla procède à un fractionnement d'actions à raison de 5 pour 1 à la suite de l'augmentation de sa valeur.
De juillet 2019 à juin 2020, Tesla déclare pour la première fois quatre trimestres rentables d'affilée, ce qui la rend éligible à l'inclusion dans le S&P 500. Tesla est ajoutée à l'indice le 21 décembre de la même année. C'est la plus grande société jamais ajoutée et la sixième plus grande société de l'indice au moment de l'inclusion. Malgré les mises en garde de certains analystes, le cours de l'action Tesla augmente de 740 % en 2020. Le 26 janvier 2021, sa capitalisation boursière atteint 848 milliards de dollars, soit plus que les neuf autres plus grands constructeurs automobiles réunis, ce qui en fait la cinquième société des États-Unis par la capitalisation boursière,,,.
Tesla atteint son objectif de construire un demi-million de voitures en 2020. L'entreprise termine l'année avec plus de 19 milliards de dollars de liquidités, contre 6,3 milliards de dollars US à la fin de 2019,.
Le 25 octobre 2021, après la publication d'excellents résultats trimestriels, puis l'annonce d'une commande de 100 000 véhicules Tesla par le loueur de voiture Hertz, la capitalisation boursière de Tesla atteint 1 029 milliards $, devenant ainsi la cinquième capitalisation boursière au monde, 12 fois plus élevée que celle de General Motors, 100 fois plus que Renault et davantage que tous les constructeurs traditionnels réunis ; sur le troisième trimestre 2021, la marge opérationnelle de Tesla est désormais, à 14 %, largement supérieure à celle des autres constructeurs : 6 ou 7 %.
En 2021, Tesla affiche un bénéfice record de 5,5 milliards de dollars grâce à une marge opérationnelle doublée à 12 %, et déclare : « il ne peut plus y avoir de doute sur la viabilité et la rentabilité des véhicules électriques. Nous sommes aussi parvenus à dégager la plus forte marge opérationnelle trimestrielle de tous les constructeurs automobiles ».
En 2022, la bulle boursière dénoncée depuis plusieurs trimestres, explose et le cours de Bourse chute de près de la moitié par rapport à ses plus hauts. Cette chute du cours touche l'ensemble du secteur de la tech, en particulier les GAFAM, dont les bénéfices reculent ; le cours boursier de Meta (ex-Facebook) a reculé de presque 60 %, depuis janvier,.
En janvier 2023, elle regagne 65 %, repassant le seuil symbolique des 500 milliards de dollars de capitalisation. Au premier trimestre 2023, le Model Y devient le véhicule particulier le plus vendu en Europe. En 2023, Tesla a vendu 1,8 million de véhicules tout électrique, contre 1,6 million pour BYD. Mais au quatrième trimestre 2023, BYD en a vendu 526 000, contre 484 507 pour Tesla, qui n'a pas atteint son objectif annuel de 2 millions de ventes ; son taux de croissance est cependant de 38 %.

#### Recherche de rentabilité, économies et politique salariale
Le 6 octobre 2020, Tesla déclare au site Internet Electrek qu'elle a dissous son service de relations publiques (à l'exception de quelques responsables des relations publiques représentant les marchés européens et asiatiques de Tesla), devenant ainsi le premier constructeur automobile à le faire.
En février 2021, il est révélé que Tesla a investi près de 1,5 milliard de dollars dans la crypto-monnaie Bitcoin, et l'entreprise indique qu'elle accepterait bientôt le Bitcoin comme mode de paiement,. Cependant, le 12 mai 2021, Tesla indique, via un tweet d'Elon Musk, qu'elle n'accepterait plus le Bitcoin comme forme de paiement en raison de préoccupations climatiques.
En octobre 2021, Tesla annonce déménager son siège social au Texas, où il n'y a pas d'impôts sur les revenus ni d'impôts sur les plus-values.
En mai 2022, Tesla signe un important contrat avec le Brésilien Vale sur la fourniture de nickel.
En décembre 2023, les ouvriers de Tesla en Suède et au Danemark font grève pour réclamer une amélioration de leurs conditions de travail. L'entreprise américaine refuse et ne signe pas la convention collective sur les salaires proposée par les ouvriers. Elon Musk critique les syndicats ayant apporté leur soutien aux ouvriers de Tesla.
En Allemagne, Tesla refuse d'adhérer à la convention collective du secteur automobile et paie, de fait, ses salariés environ 20 % moins cher que les autres constructeurs.
En janvier 2024, Tesla annonce un bénéfice net record de 15 milliards de dollars au cours de l'année 2023, grâce notamment à un avantage fiscal exceptionnel de 5,9 milliards de dollars,.

### Repli (depuis 2024)
En 2024, le chiffre d’affaires de son activité automobile est de 77 milliards de dollars, soit une baisse de 6 % par rapport à 2023. Les ventes de Tesla dans le monde sont en recul pour la première fois depuis 10 ans, avec un volume de 1 789 226 véhicules. Mais avec le secteur concernant la production au stockage d’énergie et aux services, Tesla présente une croissance de 1 % de ses ventes, à 97,69 milliards de dollars,.
En avril 2024, Elon Musk annonce vouloir licencier 10 % des salariés de Tesla, soit 14 000 salariés. Cette mesure est présentée aux salariés comme une réponse à la baisse des ventes dans le monde. Le 30 avril 2024, Elon Musk ferme la branche Supercharger de Tesla et licencie ses 500 employés.
En décembre 2024, une juge du Delaware rejette pour la deuxième fois un plan de rémunération de 55,8 milliards de dollars pour Elon Musk. Ce plan avait été initialement approuvé par les actionnaires en 2018, mais annulé par la justice en janvier 2024. Malgré une nouvelle approbation par 72 % des actionnaires en juin 2024, la juge Kathaleen McCormick maintient sa décision initiale. La juge accorde également 345 millions de dollars d'indemnisation à l'avocat de l'actionnaire à l'origine de la procédure. Tesla annonce son intention de faire appel de cette décision.
En janvier 2025, lors de l'investiture de Donald Trump à la Maison-Blanche, Elon Musk fait par deux fois un salut de type nazi. Il apporte par ailleurs son soutien au parti allemand d'extrême droite AfD. Les ventes de Tesla chutent de 50 % en Europe. Le fonds de pension danois Akademikerpension (da) met l'entreprise sur liste noire en raison de la dégradation de l'image de la marque et de ses atteintes au droit du travail.
Début 2025, Robyn Denholm, présidente du conseil d'administration du constructeur, liquide en 3 mois 117 millions de dollars de titres.
La capitalisation boursière perd plus de 50 % de sa valeur, entre décembre 2024 et mars 2025, et les ventes de véhicules Tesla chutent,.
En mars 2025, pour soutenir Elon Musk et enrayer la baisse des ventes, l'Etat d'Israël propose à Tesla un appel d'offres concernant les voitures de ses hauts fonctionnaires. Benyamin Netanyahou réitère alors son soutien à Elon Musk, qu'il considère comme « un grand ami d’Israël ».
En mai 2025, le Wall Street Journal annonce que le conseil d'administration de Tesla envisage de remplacer Elon Musk ; l'information est démentie, mais les difficultés financières de l'entreprise ont tendu en effet les relations entre le conseil d’administration, qui dirige effectivement l'entreprise, et son directeur général et premier actionnaire.

## Produits

### Véhicules

#### En production

##### Model S

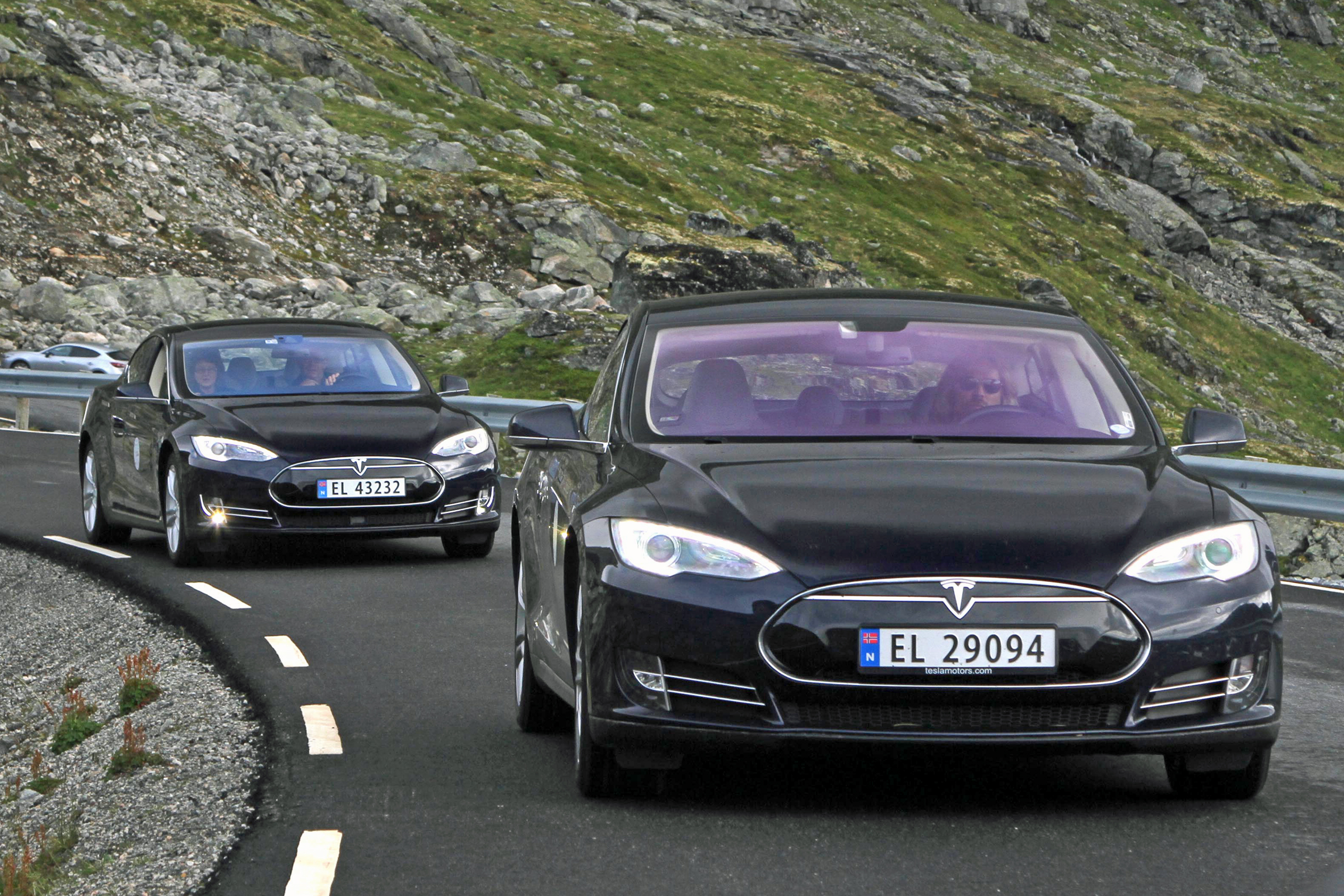
En mars 2014, en Norvège, la Model S a battu le record vieux de 28 ans des ventes mensuelles les plus élevées pour un seul modèle, quelle que soit la source d'énergie,.

La Model S est une berline à cinq portes livrée à partir du 22 juin 2012. Elle est devenue le premier véhicule électrique à se hisser en tête du classement mensuel des ventes d'un pays, lorsqu'elle a atteint la première place du palmarès norvégien des ventes de voitures neuves en septembre 2013,. La Model S est incluse dans les 25 meilleures inventions de l'année 2012 du magazine Time et a remporté le prix de la voiture de l'année 2013 de Motor Trend, le prix de la World Green Car (en) 2013, le prix de la voiture de l'année 2013 du magazine Automobile ainsi que le prix de la « voiture ultime de l'année » 2019 de Motor Trend.
La Model S est la voiture électrique rechargeable la plus vendue au monde pour les années 2015 et 2016, avec des ventes estimées à 50 931 unités en 2016. À la fin de 2017, elle figure comme la deuxième voiture électrique rechargeable la plus vendue de l'Histoire après la Nissan Leaf, avec des ventes mondiales de 200 000 unités. En juin 2020, Tesla annonce que la Model S Long Range Plus a une autonomie de 647 km, la plus élevée de toutes les voitures électriques à batterie à ce moment-là.

##### Model 3

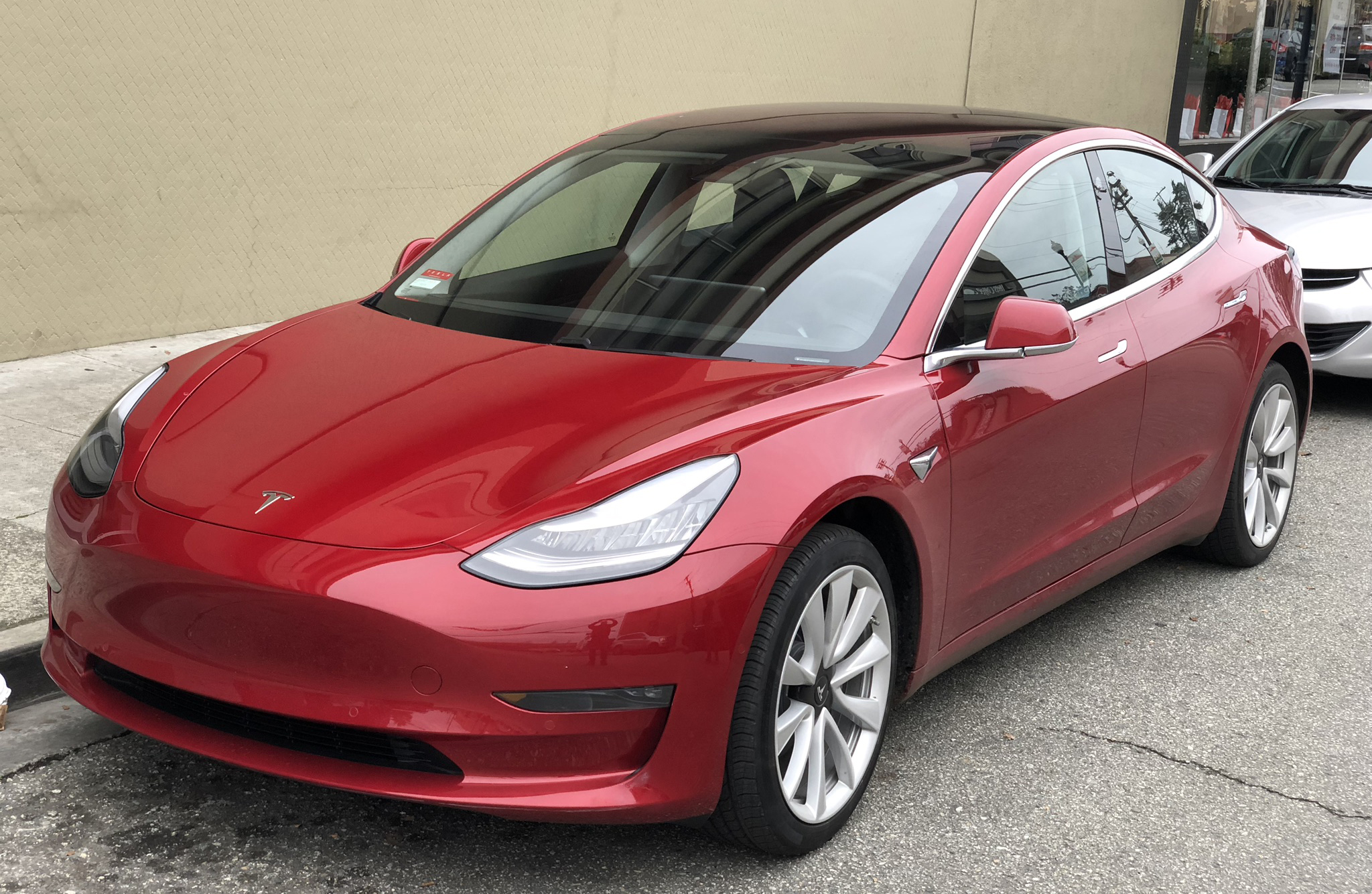
La Tesla Model 3 vue côté conducteur avant.

La Model 3 est une berline fastback à quatre portes. Tesla a dévoilé la Model 3 le 31 mars 2016. Les réservations ont commencé le même jour avec un dépôt remboursable. Une semaine après l'annonce, Tesla fait état de plus de 325 000 réservations. Selon Bloomberg News, « le lancement du Model 3 est unique dans l'histoire centenaire de l'automobile ». La production du véhicule a commencé en juillet 2017.
Depuis mars 2020, la Model 3 est la voiture électrique la plus vendue au monde de l'Histoire, et les ventes mondiales depuis sa création ont totalisé plus de 810 000 unités jusqu'en décembre 2020,. La Tesla Model 3 s'est classée comme la voiture électrique rechargeable la plus vendue au monde pendant trois années consécutives, de 2018 à 2020,, et également comme la voiture électrique rechargeable la plus vendue aux États-Unis depuis 2018,,. La Model 3 a également établi des records en Norvège et aux Pays-Bas, se classant dans ces deux pays comme le modèle de voiture le plus vendu sur l'ensemble du marché en 2019,. Au premier semestre 2021, la Tesla Model 3 est le véhicule électrique le plus vendu en Europe.

##### Model X

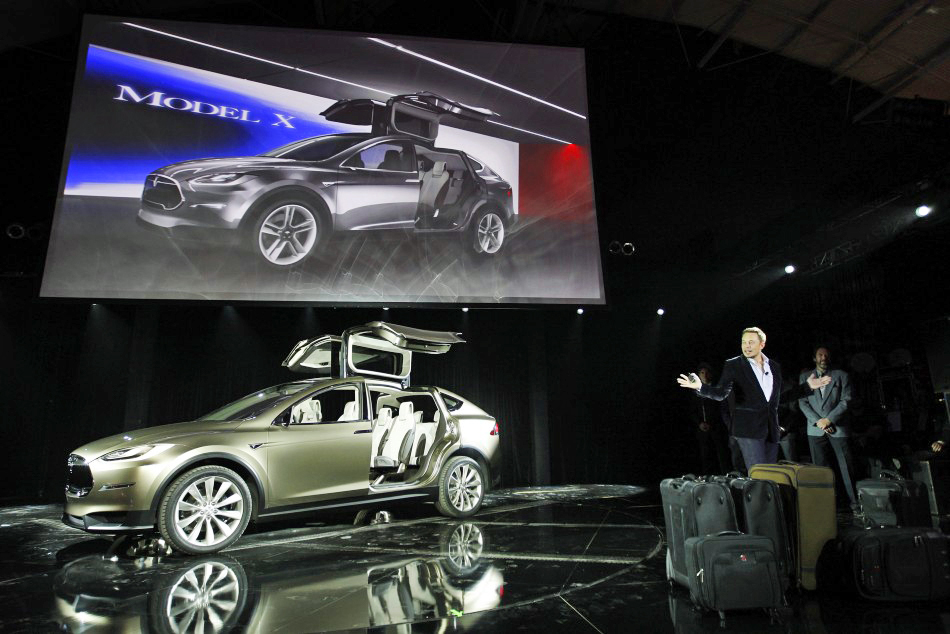
Le concept Model X présenté à Hawthorne (Californie).

La Tesla Model X est un SUV de taille intermédiaire. Il est proposé en configurations 5, 6 et 7 passagers. La Model X est développé à partir de la plate-forme de la Model S. Les portes des passagers arrière s'ouvrent verticalement avec un design articulé en « aile de faucon ». Le centre de gravité de la Model X est très bas, grâce au positionnement des batteries (stockées dans le plancher du véhicule). La tenue de route de la Model X est donc très appréciable. De surcroît, le fait que le centre de gravité de la Model X soit si bas a permis à la Model X de devenir la première voiture à obtenir 5 étoiles au test de sécurité des autorités américaines (NHTSA).
Les livraisons commencent en septembre 2015. En 2016, après une année complète sur le marché, la Model X se classe au septième rang des voitures rechargeables les plus vendues au monde. Les États-Unis sont son principal marché, avec une estimation de 57 327 unités vendues jusqu'en septembre 2018.

##### Model Y

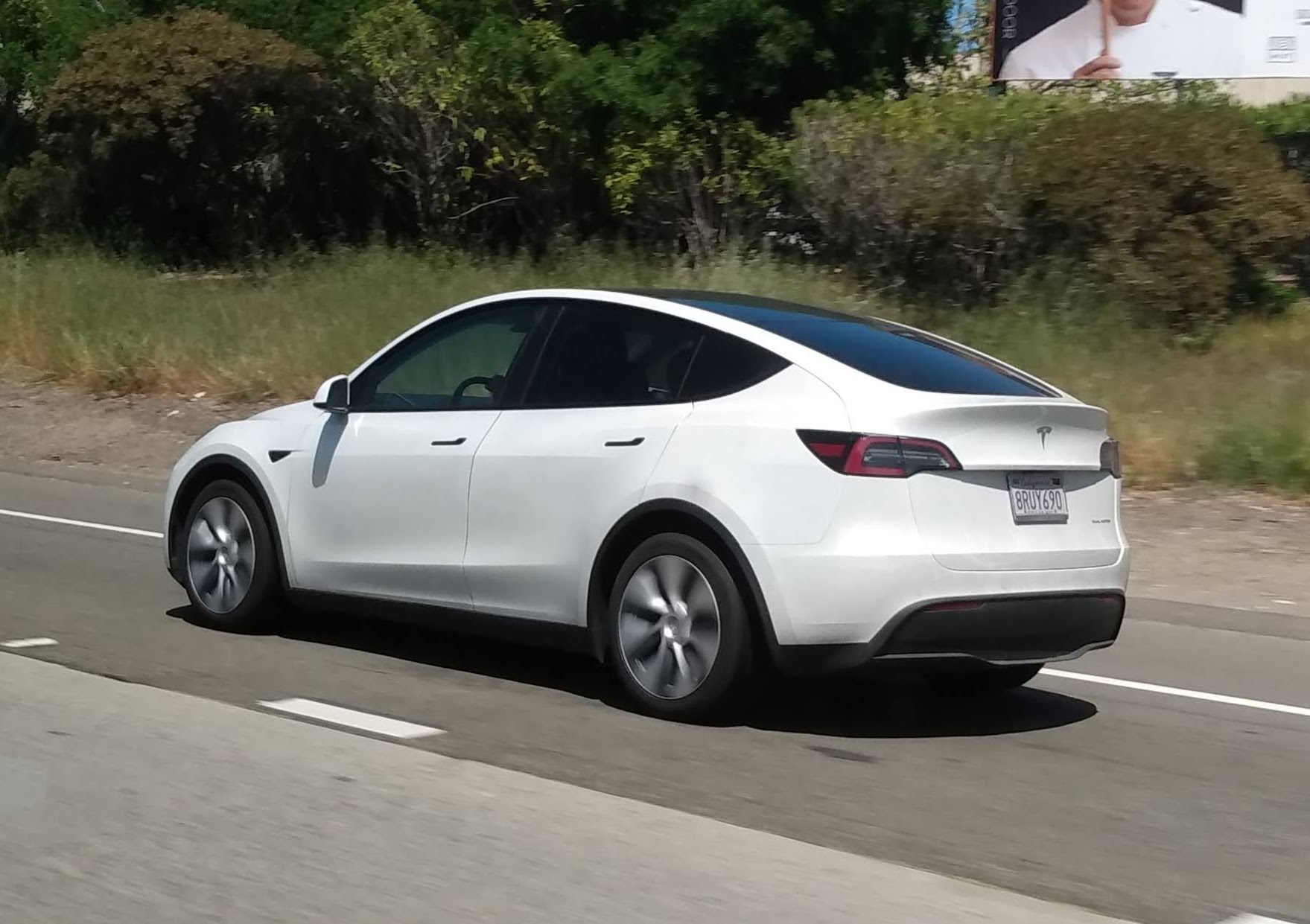
La Tesla Model Y vue côté conducteur arrière.

La Model Y est un véhicule SUV compact électrique officieusement annoncé par Tesla en 2015, confirmé par Elon Musk en octobre 2018 et dévoilé le 14 mars 2019. La Model Y est basée sur le même châssis que la Model 3, cela, afin de réduire les coûts de production et commercialiser le véhicule le plus tôt possible. Les livraisons commencent le 13 mars 2020.
Ressemblant grandement à la Model 3, la Model Y se distingue néanmoins par plusieurs éléments : une légère élévation de son habitacle ; un « glass-roof » (toit en verre) étendu sur toute la partie supérieure du véhicule ; un hayon et non un coffre ; la possibilité d'avoir 7 places (2 places supplémentaires à l'arrière, plutôt destinées à des enfants). Le véhicule est annoncé dans des versions à deux et quatre roues motrices et différentes configurations batteries pour une autonomie EPA allant de 370 à 480 kilomètres.
Les préparatifs pour la production de la Model Y à Fremont commencent au deuxième trimestre 2019 ; le choix de ce site est motivé par le grand nombre de composants que partagent la Model Y avec la Model 3.
En raison de la taille du marché des SUV et des économies d'échelle réalisées avec la Model 3, Tesla espère que la Model Y sera un produit plus rentable que la Model 3.
La commercialisation en Europe de la Model Y à sept places devrait avoir lieu en octobre 2025, les véhicules seront produits en Chine et importés.

##### Roadster seconde génération

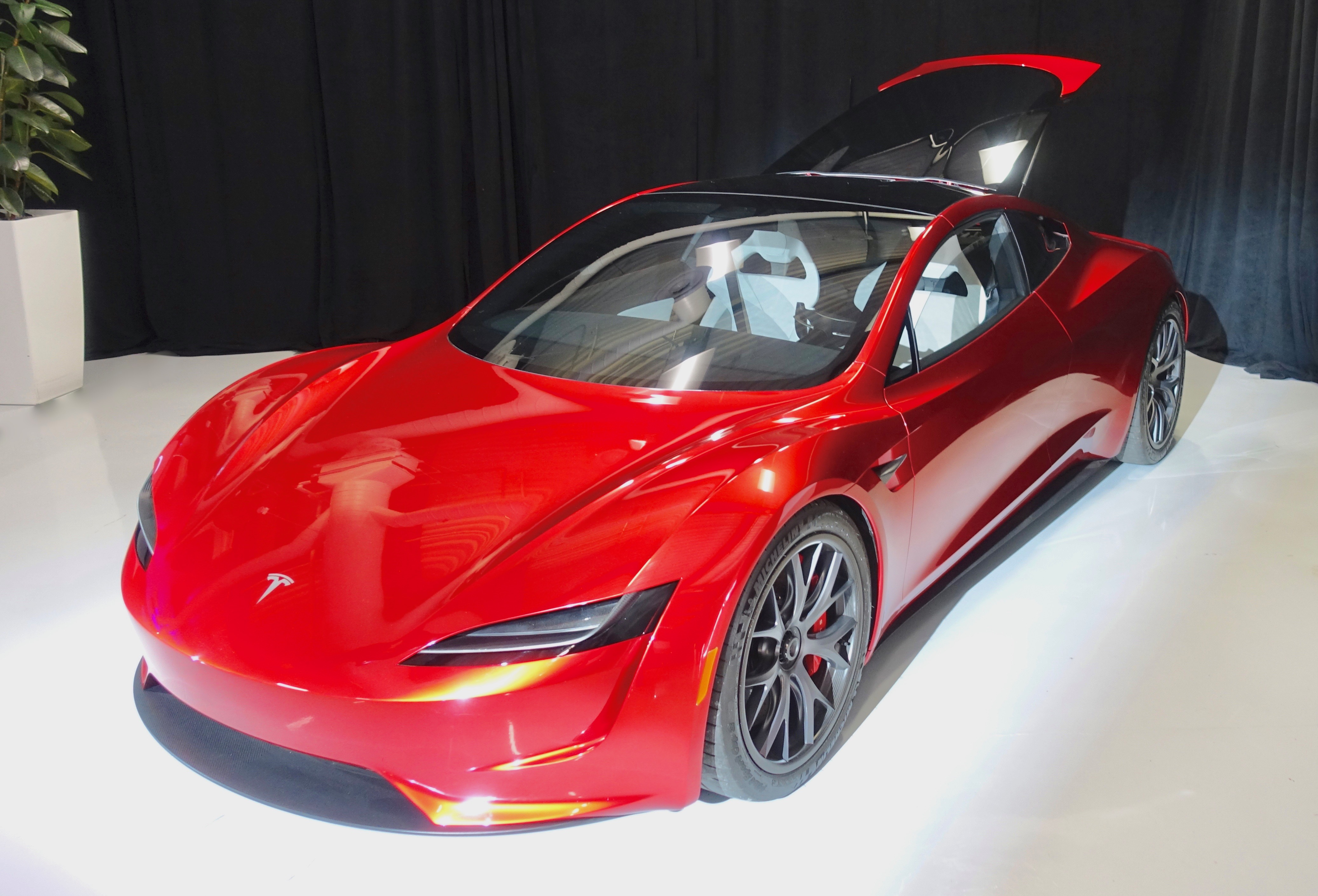
Le Tesla Roadster de deuxième génération.

Le 16 novembre 2017, Tesla dévoile la seconde génération du Roadster. Équipé de quatre roues motrices et proposé en version hybride, le Roadster pourrait passer de 0 à 100 km/h en 1,1 seconde et disposer d'une vitesse de pointe de plus de 400 km/h. Cela serait permis par sa motorisation hybride, une première pour la marque, dotant le Roadster de propulseurs à gaz froid. Une autonomie de près de 1 000 kilomètres serait permise grâce à son pack de batterie de 200 kWh. Le Roadster II serait commercialisé en 2023 pour un prix avoisinant les 200 000 $.

##### Semi

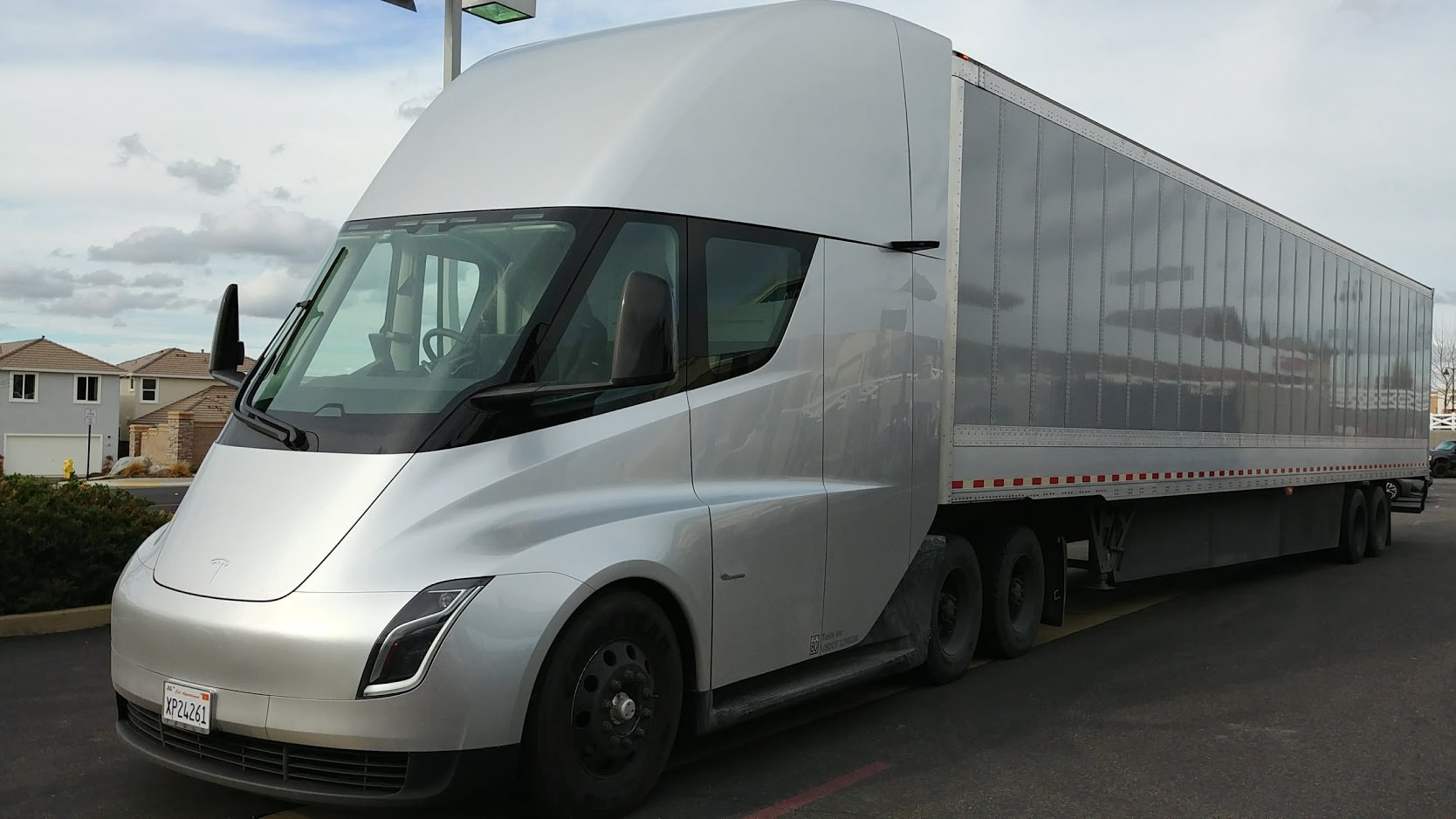
Un prototype du Tesla Semi.

En novembre 2017, Tesla annonce l'arrivée d'un camion électrique — le Semi Truck — un modèle de type semi-remorque. La production de ce premier camion Tesla est prévue pour 2019. Son autonomie est annoncée à environ 800 kilomètres et Elon Musk promet une durée de vie des batteries et des quatre moteurs d'au moins 1 600 000 kilomètres. Les coûts d'entretien et de fonctionnement seront moins élevés que pour un camion équivalent alimenté au gazole. Le Tesla Semi Truck aura une accélération de 0 à 100 km/h en seulement cinq secondes, et 20 secondes en étant chargé à 100 % de sa capacité, soit environ 36 tonnes. Tesla promet une sécurité autant pour le conducteur que pour l'environnement avec son pilote automatique intégré.[réf. nécessaire]
Peu après l'annonce de la sortie du Semi Truck, Loblaw et Walmart, deux multinationales spécialisées dans la grande distribution, annoncent avoir respectivement pré-commandé 25 et 15 Semi Trucks qui rejoindront leur flotte.[réf. nécessaire]
À la fin de l'année 2017, le modèle de camion compte près de 500 pré-commandes parmi lesquelles celles de grandes entreprises telles que DHL, Anheuser-Busch InBev, Sysco, PepsiCo et UPS.

##### Cybertruck

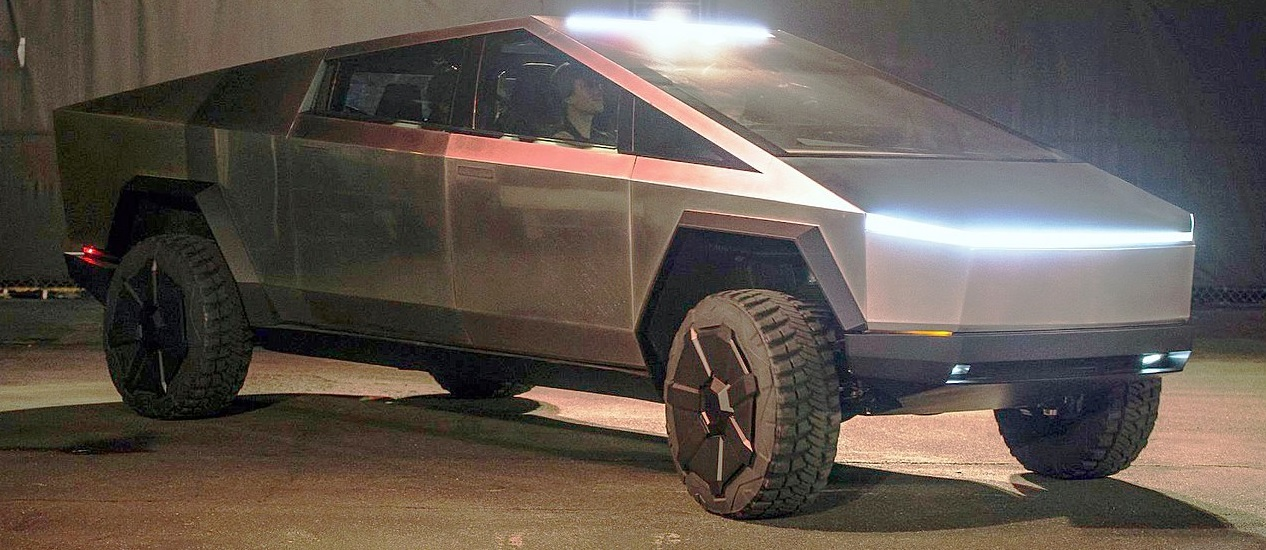
Un prototype du Tesla Cybertruck.

C'est lors de l'annonce du Semi Truck et de la Tesla Roadster II — en décembre 2017 — que Tesla dévoile la première image de son pick-up. Celui-ci devrait utiliser les mêmes technologies que le Semi Truck, mais sera plus petit. Dès le départ, Elon Musk annonce un véhicule à la capacité de charge hors normes et aux dimensions similaires au F-150, le best-seller aux États-Unis.
Plus tard, Elon Musk annonce également qu'il aurait un design très original et futuriste. Le design du pick-up Tesla serait inspiré par le spinner de Blade Runner, selon certains tweets d'Elon Musk.
En mars 2019, à la fin de la présentation de la Model Y, une seconde image du pick-up est dévoilée, cette fois-ci beaucoup plus mystérieuse, le design du véhicule ayant peut-être été grandement modifié.
Après quatorze mois de commercialisation, les chiffres de ventes sont inférieurs à 40 000 véhicules annuels, alors qu'Elon Musk, prévoyait entre 250 000 et 500 000 unités annuelles et avait avancé 1 million de réservations. En 2025, le Cybertruck, qui ne répond pas aux normes européennes, est toujours absent de ce marché.
En mars 2025, Tesla rappelle plus de 46 000 Cybertruck dont des panneaux de la carrosserie peuvent tomber du fait d'une défaillance de la colle utilisée.

##### Cyberquad
Le Cyberquad est présenté le 21 novembre 2019, en même temps que le Cybertruck dont il devait, dans un premier temps, être un accessoire proposé à l'achat fin 2021.

#### En développement

##### Cybercab
Le concept du Cybercab ou Robocab est présenté le 10 octobre 2024 à l'événement de Tesla nommé « We, Robot » en Californie. 20 prototypes proposaient de courts trajets aux participants à l'événement d'annonce. Elon Musk a déclaré que la production devrait commencer avant 2027.

##### Robovan
Le concept du Robovan est présenté le 10 octobre 2024 à l'événement de Tesla nommé « We, Robot » en Californie. Un Robovan a également été conduit de manière autonome jusqu'à la scène principale lors de l'événement. Le Robovan est conçu pour transporter jusqu'à 20 passagers.

#### Ancien véhicule

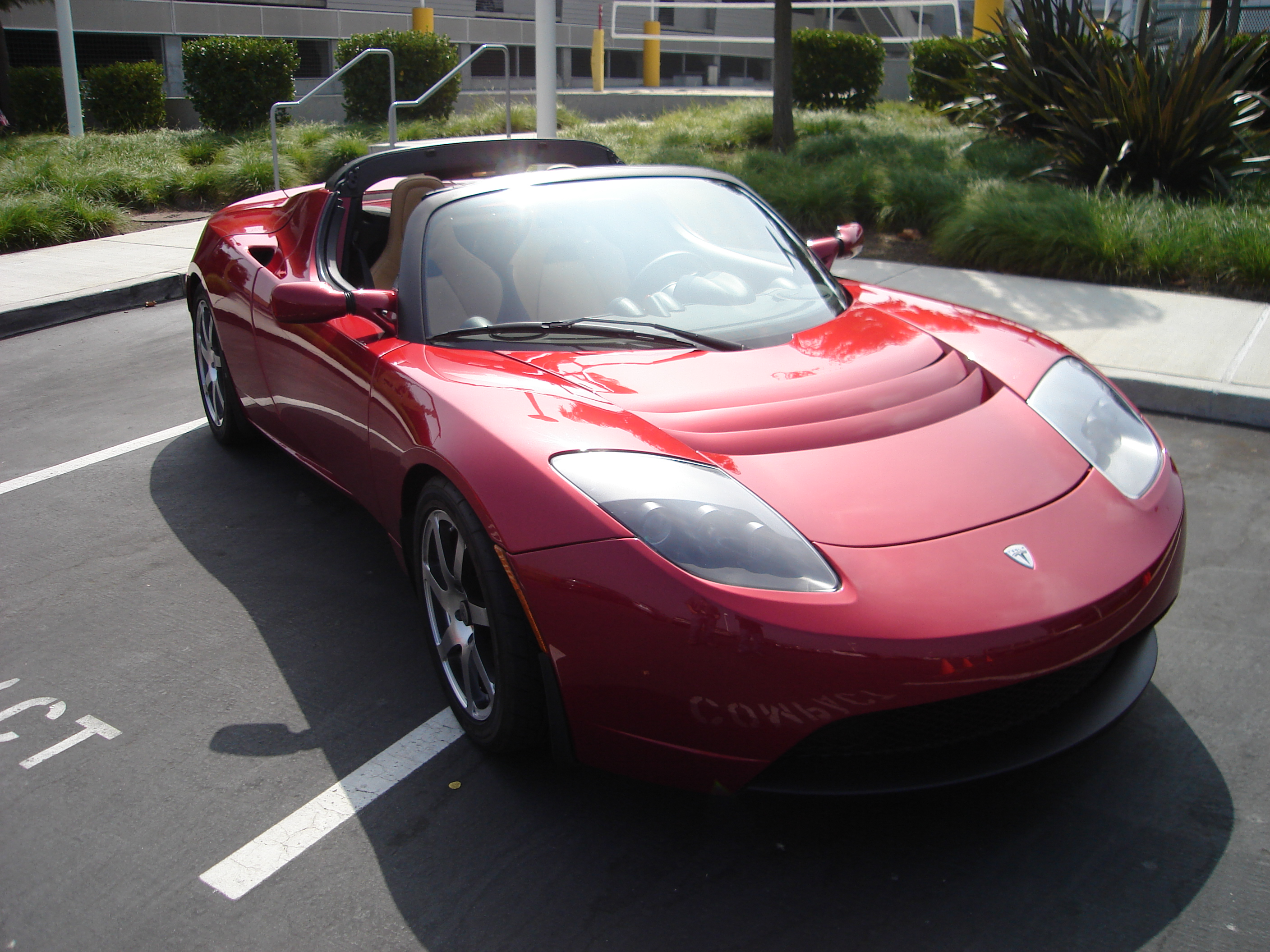
Le Tesla Roadster de première génération.

Le seul modèle de véhicule Tesla dont la production a été arrêtée est le Tesla Roadster première génération. Le Roadster est une voiture de sport électrique à batterie issue du châssis de la Lotus Elise, qui est produite par Tesla en Californie entre 2008 et 2012. Le Roadster est la première voiture électrique de série utilisant des cellules de batterie lithium-ion à être autorisée sur les autoroutes américaines et la première voiture électrique de série à parcourir plus de 320 km par charge. C'est également la première voiture de série à être lancée dans l'espace, transportée pour un vol d'essai de la fusée Falcon Heavy, le 6 février 2018.

### Tesla Energy
La filiale de Tesla, Tesla Energy, développe, construit, installe et vend des systèmes de production d'énergie solaire, des produits de stockage d'énergie par batterie ainsi que d'autres produits et services connexes à des clients résidentiels, commerciaux et industriels.
La société est fondée après la fusion de la division existante des produits de stockage d'énergie par batterie de Tesla avec SolarCity, une société d'énergie solaire que Tesla a acquise en 2016 pour un coût d'environ 2,6 milliards de dollars. Les produits de production d'électricité de Tesla Energy comprennent des panneaux solaires (construits par d'autres entreprises pour Tesla), Solar Roof — un système de bardeaux solaires —, et l'onduleur solaire Tesla. L'entreprise construit également le Tesla Powerwall, un dispositif de stockage d'énergie à domicile, ainsi que le Powerpack et le Megapack, des systèmes de stockage d'énergie à grande échelle,,.
En 2020, l'entreprise installe des systèmes d'énergie solaire capables de générer, au total, 205 mégawatts (soit environ 1 km² de modules) et installe l'équivalent de 3 gigawattheures de produits de stockage d'énergie par batterie(soit environ l'équivalent de 300 000 Powerwalls à 10 kWh ou de 770 Megapack à 3,9 MWh).
Les ventes de Tesla Energy ont progressé de 40 % en 2022, atteignant 3,9 milliards de dollars, soit 5 % du chiffre d'affaires du groupe Tesla. Les ventes de batteries stationnaires, sous forme de « Megapacks » de la taille d'un container, destinées à reporter, en la stockant quelques heures, la production électrique de centrales solaires de midi vers le soir, par exemple en Californie, ou à stabiliser la fréquence sur des réseaux fragiles car très étendus, comme en Australie, ont progressé de 64 %, atteignant 6,5 GWh (soit 1667 Megapacks).

## Services
Tesla perçoit des revenus de services de la part des clients après l'achat initial du véhicule ; ces revenus atteignent près de 500 millions de dollars au deuxième trimestre 2020. Plusieurs services sont prévus à l'avenir : le réseau Tesla, l'Autopilot sous forme d'abonnement et le paiement pour activer une borne Wi-Fi dans la voiture,.

### Recharge de véhicules

#### Réseau de Superchargeur

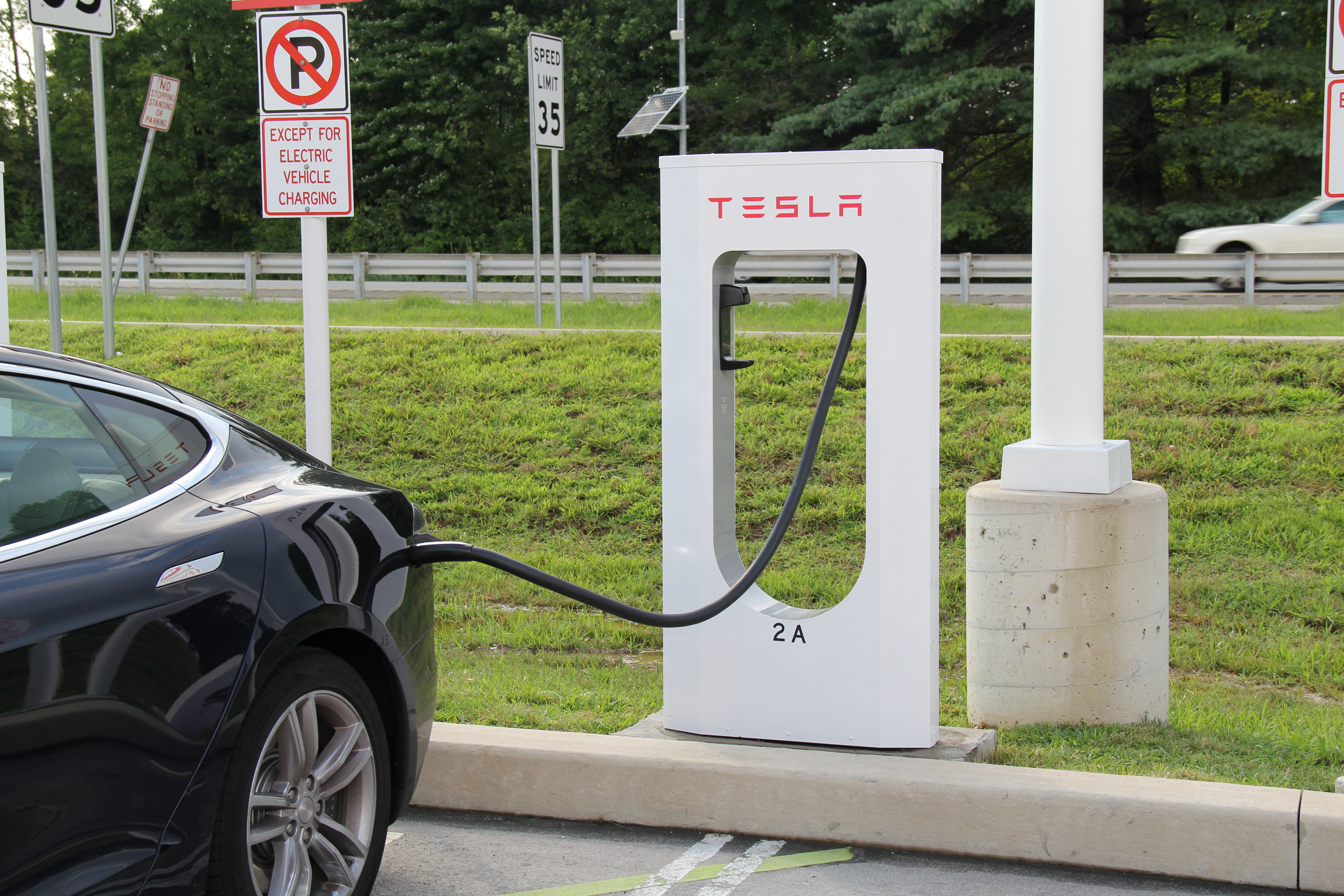
Un Model S en charge dans une station Supercharger à Newark, Delaware.

En 2012, Tesla commence à construire un réseau de stations Superchargeurs de recharge rapide à 480 volts. En novembre 2020, Tesla exploite plus de 20 000 Superchargeurs dans plus de 2 100 stations dans le monde entier. Le Superchargeur est une technologie à courant continu (DC) qui peut fournir jusqu'à 250 kW de puissance. Le logiciel de navigation des voitures Tesla peut recommander l'itinéraire le plus rapide pour les voyages longue distance, en intégrant les éventuels délais de recharge.
Presque toutes les voitures Tesla sont compatibles avec le Superchargeur. Les voitures Model S et X commandées avant le 15 janvier 2017 bénéficient de supercharges gratuites et illimitées. Les voitures Model S et X commandées entre le 15 janvier 2017 et le 3 août 2019 reçoivent 400 kWh (1 400 MJ) de crédits de supercharge gratuits par an, ce qui garantit environ 1 600 km gratuits par an. Toutes les voitures Tesla Model S et X commandées entre le 3 août 2019 et le 26 mai 2020 bénéficient à nouveau de la supercharge illimitée gratuite,. Étant un modèle moins haut de gamme, les Model 3 ne sont pas livrées avec la supercharge illimitée gratuite.
Tesla a construit une usine de superchargeurs à Shanghai, achevée le 20 août 2021. À pleine capacité, elle sera capable de produire jusqu’à 10 000 chargeurs par an, dont une grande majorité de superchargeurs V3 ; Tesla comptant environ 25 000 superchargeurs à travers le monde, cette usine permettra de doubler leur nombre en moins de trois ans.

#### Réseau d'emplacements de recharge à destination

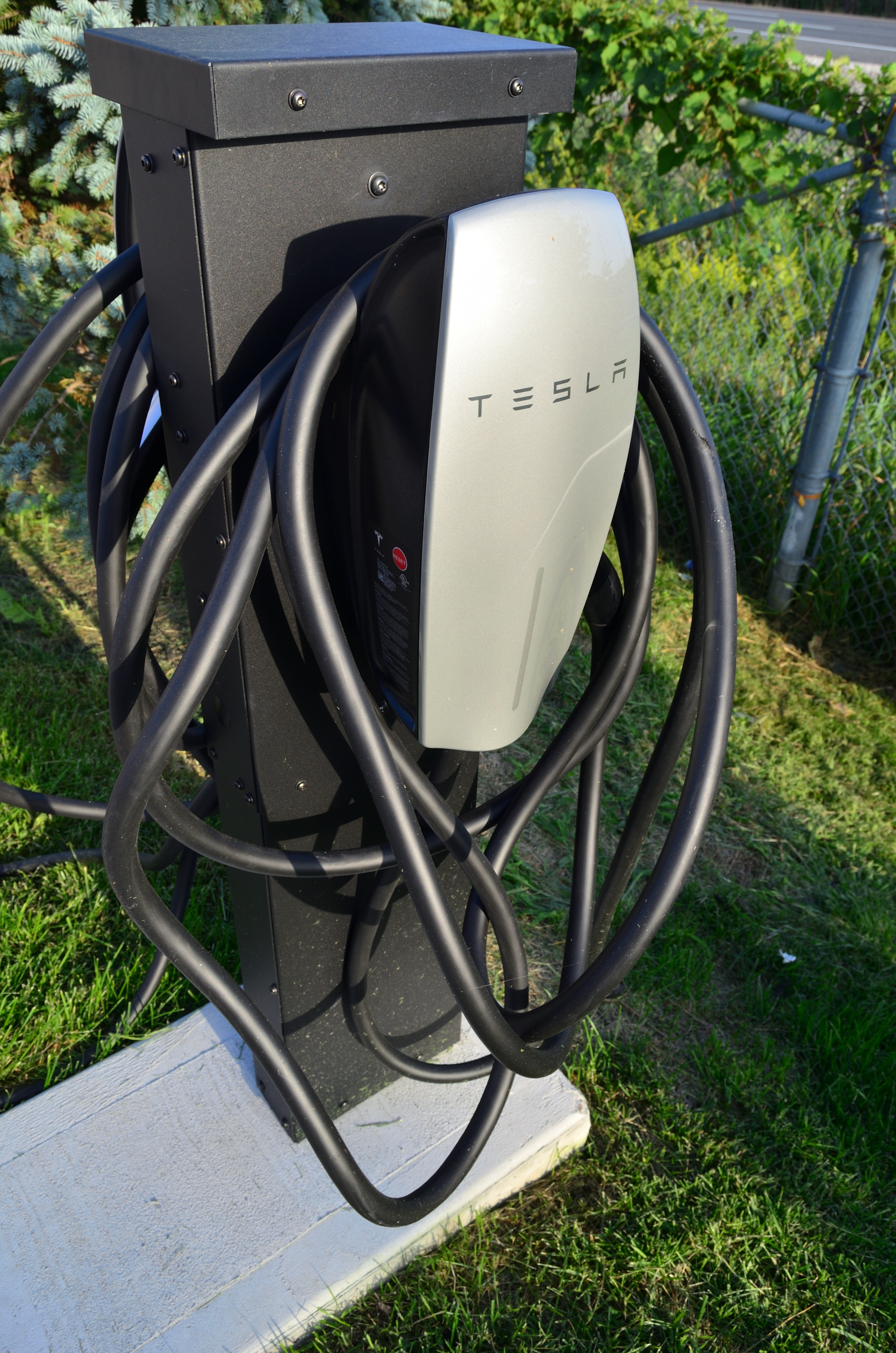
Une borne de recharge à destination en Amérique du Nord.

En 2014, Tesla lance le réseau d'« emplacements de recharge à destination » en fournissant des chargeurs à des hôtels, des restaurants, des centres commerciaux et autres centres de loisirs pour permettre la recharge de véhicules sur place avec une puissance deux fois supérieure à celle d'une station de recharge domestique typique.
Ces chargeurs sont installés gratuitement par des entrepreneurs certifiés par Tesla ; les sites doivent fournir l'électricité sans frais pour leurs clients. Tous les chargeurs installés apparaissent dans le système de navigation de la voiture.

### Mises à jour et mises à niveau du logiciel
Les logiciels des véhicules Tesla sont régulièrement mis à jour par Wi-Fi (ou plus rarement par liaison cellulaire) lorsque de nouvelles versions de logiciels et de micrologiciels sont publiées. Cela permet de maintenir le logiciel et de proposer de nouvelles fonctionnalités. Tesla offre également la possibilité de débloquer des fonctionnalités de la voiture par le biais de mises à niveau logicielles après l'achat. Les mises à niveau disponibles comprennent le pilotage automatique partiel ou la conduite autonome complète, l'accélération améliorée (pour les propriétaires de Model 3) et les sièges chauffants à l'arrière (pour les propriétaires de Model 3),,.

### Connectivité
Toutes les voitures Tesla sont livrées avec une connectivité standard qui permet la navigation à l'aide d'une connexion cellulaire ainsi que du streaming vidéo, une navigation sur Internet et du streaming musical (avec un abonnement payant) uniquement par Wi-Fi ou Bluetooth. La connectivité premium ajoute l'accès cellulaire au trafic en direct, aux cartes satellites et au streaming musical. Lorsque le véhicule est arrêté, la connectivité premium permet aussi le streaming vidéo via des services de vidéo à la demande, la navigation sur Internet et un mode karaoké,.

### Entretien des véhicules
La stratégie de service de Tesla consiste à entretenir ses véhicules par le biais de diagnostics et de réparations à distance, de techniciens mobiles et de centres de service appartenant à Tesla,.
En 2016, Tesla recommande de faire inspecter toute voiture Tesla tous les 20 000 km ou une fois par an. Début 2019, le manuel est modifié pour dire : « Votre Tesla ne nécessite pas d'entretien annuel ni de changement régulier des fluides », et recommande plutôt un entretien périodique du liquide de frein, de la climatisation, des pneus et des filtres à air.

### Service d'assistance à la conduite
À partir de juillet 2021, un service d'assistance à la conduite dénommé Full Self-Driving (FSD) est commercialisé dans certaines zones des États-Unis par abonnement mensuel. Le service FSD intègre des fonctions telles que : assistance à la navigation, assistance au changement de file, assistance au stationnement, lecture des feux tricolores, reconnaissance de certains panneaux, y compris les panneaux stop. Ce service diffère de la fonction Autopilot, qui n'agit que sur la direction, le freinage et la direction à l'intérieur d'une voie.

## Sites
Tesla exploite huit usines aux États-Unis, en Europe et en Chine. La société exploite également des salles d'exposition et des galeries dans le monde entier.
| Ouverture | Nom                            | Pays       | Employés       | Produits                                         | Capacité de production (par année)            |
| --------- | ------------------------------ | ---------- | -------------- | ------------------------------------------------ | --------------------------------------------- |
| 2012      | Usine de Fremont               | États-Unis | 10 000         | Model S/X                                        | 100 000 véhicules                             |
| 2012      | Usine de Fremont               | États-Unis | 10 000         | Model 3/Y                                        | 550 000 véhicules                             |
| 2012      | Usine de Fremont               | États-Unis | 10 000         | Batteries                                        | 10 GWh de batteries                           |
| 2013      | Usine d'assemblage de Tilbourg | Pays-Bas   | 540            | Assemblage de composants produits aux États-Unis |                                               |
| 2017      | Giga Nevada                    | États-Unis | 10 000 (prévu) | Batteries et moteurs                             | 35 GWh de batteries (100 GWh en construction) |
| 2017      | Giga Nevada                    | États-Unis | 10 000 (prévu) | Semi (prévu)                                     | en construction                               |
| 2016      | Giga New York                  | États-Unis | 1 500          | Cellules photovoltaiques                         | 208 MW de panneaux                            |
| 2016      | Giga New York                  | États-Unis | 1 500          | Superchargeurs                                   |                                               |
| 2019      | Giga Shanghai                  | Chine      | 19 000         | Model 3/Y                                        | 950 000 véhicules                             |
| 2019      | Giga Shanghai                  | Chine      | 19 000         | Superchargeurs                                   |                                               |
| 2019      | Giga Shanghai                  | Chine      | 19 000         | Megapack                                         |                                               |
| 2022      | Giga Berlin                    | Allemagne  | 12 000         | Batteries et moteurs (prévu)                     | 50 GWh de batteries                           |
| 2022      | Giga Berlin                    | Allemagne  | 12 000         | Model Y                                          | 375 000 véhicules                             |
| 2022      | Giga Texas                     | États-Unis | 20 000         | Model Y                                          | 250 000 véhicules                             |
| 2022      | Giga Texas                     | États-Unis | 20 000         | Batteries                                        |                                               |
| 2022      | Giga Texas                     | États-Unis | 20 000         | Cybertruck                                       | 125 000 véhicules                             |
| 2022      | Megafactory de Lathrop         | États-Unis | 1 000          | Megapack                                         | 10 000 batteries                              |

### États-Unis

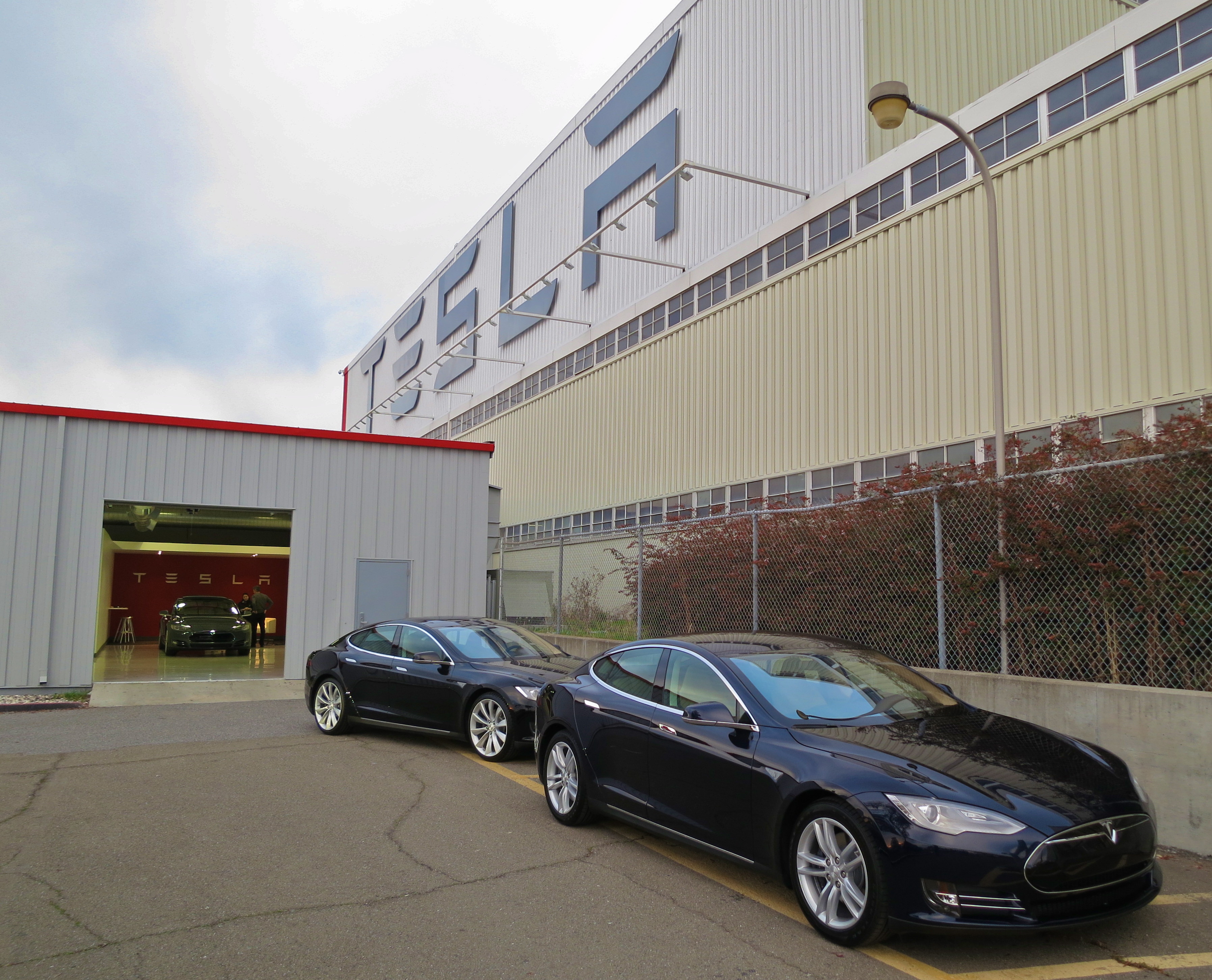
Tesla Model S sortant de l'usine de Fremont (2012).

Tesla est fondée à San Carlos, en Californie. En 2010, Tesla déplace son siège social et ouvre un centre de développement de systèmes de propulsion à Palo Alto. En mai 2020, alors que le gouvernement californien refuse de laisser l'usine Tesla rouvrir durant la pandémie de Covid-19, Elon Musk menace de déplacer le siège de l'entreprise de la Californie au Texas ou au Nevada.
Le premier magasin de détail de Tesla est ouvert en 2008 à Los Angeles, suivi par d'autres dans les principales villes américaines. En septembre 2020, Tesla exploite 130 magasins et galeries aux États-Unis, possède des magasins et des galeries dans 34 autres pays et dispose de 466 centres de service dans le monde.
La première usine d'assemblage de Tesla occupe l'ancienne usine NUMMI à Fremont, en Californie, connue sous le nom de Tesla Factory. L'usine est ouverte à l'origine par General Motors en 1962, puis exploitée par une coentreprise de GM et Toyota à partir de 1984. L'usine d'origine est fermée en 2010 et est rachetée par Tesla la même année. En 2015, Tesla occupe une deuxième usine à Fremont, à quelques kilomètres de l'usine d'origine.

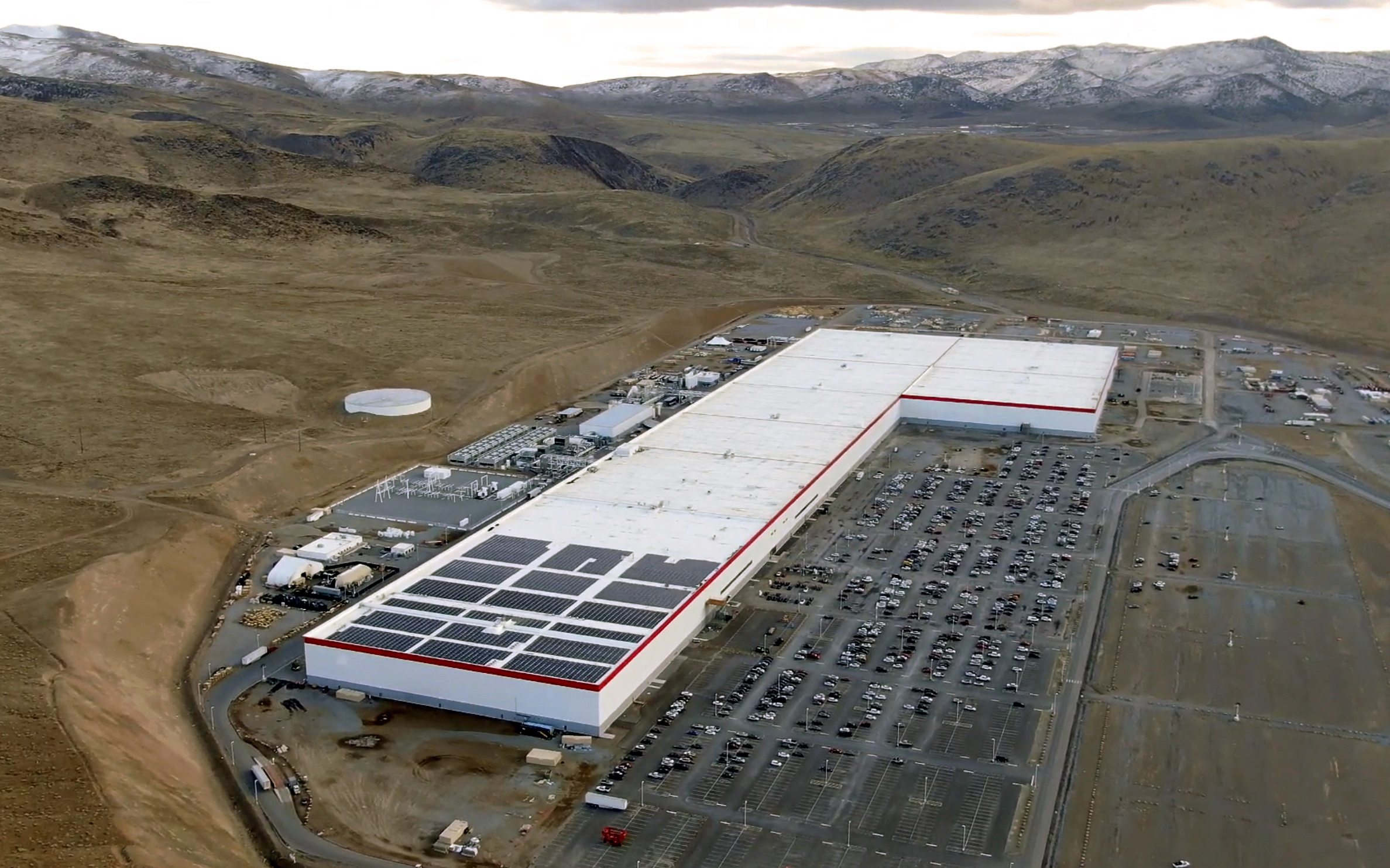
L'usine Giga Nevada (2019).

La première grande usine de production de batteries est ouverte dans le Nevada en 2016. La Giga Nevada (à l'origine Gigafactory 1) produit des Powerwalls, des Powerpacks et des Megapacks, des cellules de batterie en partenariat avec Panasonic et des packs de batterie et des moteurs pour la Model 3. L'usine reçoit d'importantes subventions de la part du gouvernement local et de l'État qui, en échange de l'ouverture dans leur juridiction, permettent à Tesla de fonctionner essentiellement sans taxes pendant 10 ans.
Dans le cadre de l'acquisition de SolarCity en 2016, Tesla acquiert Giga New York, située à Buffalo, dans l'État de New York, sur le site d'une ancienne usine de Republic Steel. SolarCity a reçu des incitations pour implanter son usine à Buffalo par le biais du programme Buffalo Billion,. En 2017, l'usine commence à produire des bardeaux solaires pour les toits solaires Tesla.
Le 23 juillet 2020, Tesla choisit Austin, au Texas, comme site de la Gigafactory 5, connue depuis lors sous le nom de Giga Texas. L'ouverture de l'usine est prévue pour la fin de l'année 2021. Giga Texas doit être l'usine principale pour l'assemblage du Tesla Cybertruck et du Tesla Semi ; elle produira également des Model 3 et Model Y pour l'est des États-Unis.
Le 7 avril 2022, Elon Musk inaugure à Austin la nouvelle « gigafactory » Tesla, qui a déjà commencé à produire des Model Y fin 2021, en mode test, en vue de la certification du site. Sa capacité sera de 500 000 voitures par an.
Le 25 janvier 2023, Elon Musk annonce un investissement de plus de 3,6 milliards de dollars pour agrandir sa « gigafactory » du Nevada. Deux nouvelles usines seront construites : la première fabriquera des cellules pour les batteries, avec la « capacité de produire suffisamment de batteries pour 1,5 million de véhicules légers par an », et la seconde sera la « première usine de fabrication de Semi à gros volume ».

### Europe
Tesla ouvre son premier magasin européen en juin 2009 à Londres. Le siège social européen de Tesla se trouve aux Pays-Bas. Un centre de service européen de 5 800 m2 se trouve à Tilbourg, aux Pays-Bas, de même qu'une usine d'assemblage de 77 650 m2 qui ajoute les moteurs, la batterie et les logiciels à la carrosserie de la voiture (importée) afin de réduire la taxe d'importation de l'UE, qui dépend du lieu de l'assemblage final.

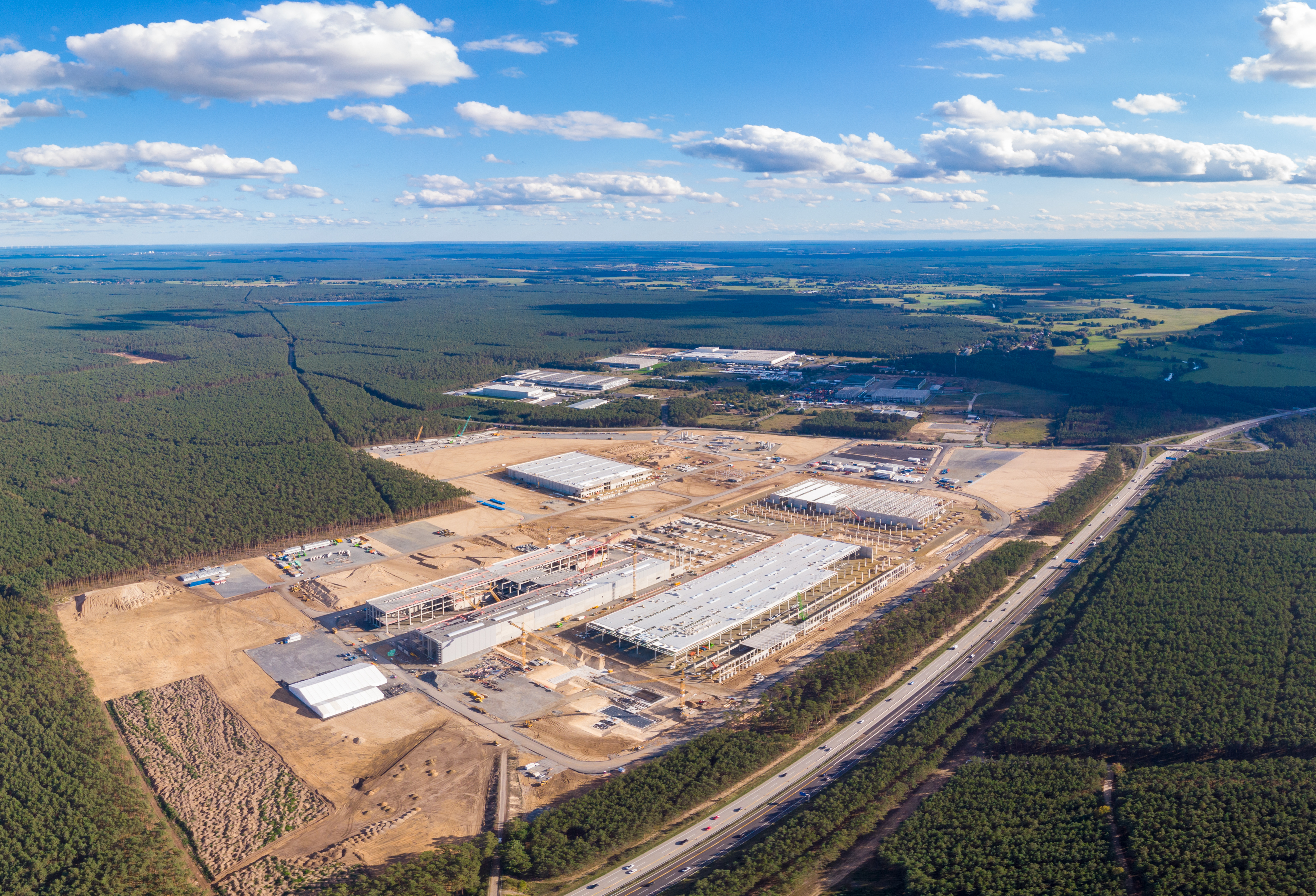
L'usine Tesla Giga Berlin en construction (2020).

Fin 2016, Tesla fait l'acquisition de la société d'ingénierie allemande Grohmann Engineering à Prüm en tant que nouvelle division destinée à aider Tesla à accroître l'automatisation et l'efficacité de son processus de fabrication. Après avoir mis fin aux contrats existants avec d'autres constructeurs automobiles, Grohmann travaille désormais exclusivement sur les projets de Tesla.
Tesla annonce en 2016 son intention de construire une Gigafactory de voitures et de batteries en Europe. Plusieurs pays ont fait campagne pour être l'hôte, Berlin étant choisie en novembre 2019. La construction de Giga Berlin commence en juin 2020 et la production devrait démarrer pour la fin de l'année 2021.
L'usine de Grünheide, près de Berlin, est inaugurée le 22 mars 2022. Elle commencera par produire des Model Y, avec une capacité de 500 000 unités à terme. Tesla estime pouvoir produire entre 5 000 et 10 000 véhicules par semaine d'ici à la fin 2022, mais les ajustements nécessaires lors du démarrage d'une nouvelle usine pourraient réduire cette production. L'usine a déjà recruté 3 000 salariés, et compte arriver à 12 000 emplois sur le site. Le chancelier Olaf Scholz participe à la cérémonie, cette usine étant le plus grand projet industriel installé à l'est de l'Allemagne depuis la chute du mur de Berlin. Elon Musk avait choisi ce site de 300 hectares parce qu'il était déjà classé comme site industriel, ayant été auparavant promis à BMW, qui avait finalement opté pour Leipzig.
En juillet 2023, Tesla dépose une demande d'autorisation afin de faire passer la capacité de production de sa gigafactory près de Berlin de 500 000 à un million d'unités par an. Celle de batteries doit aussi doubler.

### Asie
En novembre 2017, Elon Musk annonce que les négociations pour la construction de la Gigafactory 3 près de Shanghai ont abouti. À la différence de la Gigafactory 1, cette usine fabriquera à la fois batteries et véhicules. Tesla a pour objectif de produire les premiers véhicules dans cette usine en 2020.
Tesla a signé le 10 juillet 2018 un accord préliminaire avec le gouvernement de Shanghai pour la construction d'une usine capable de produire 500 000 véhicules par an d'ici 2023, alors que le nombre de véhicules Tesla assemblés en Californie devrait être, lui, de 600 000 véhicules à cette date. En 2017, la Chine a représenté 17 % des ventes du groupe.
En janvier 2019, Elon Musk inaugure à Shanghai le chantier de l'usine, surnommé « Shanghai Giga », qui se concentrera exclusivement sur la production de modèles abordables ; près de 500 000 véhicules devraient y être produits par an ; l'objectif est de commencer à y produire la Model 3 dès la fin de 2019.
Le 25 octobre 2019, Tesla annonce avoir ouvert à la réservation ses premières voitures made in China et promet de commencer à les livrer au cours du premier trimestre 2020 ; l'usine est passée en phase de pré-production et construit des véhicules complets ; le prix des Model 3 sera seulement 3 % inférieur à celui des modèles de base importés.
Le 30 décembre 2019, Tesla livre les premières Model 3 sorties des lignes de production de la Gigafactory 3, à Shanghai ; l'usine a été construite en moins d'un an.
Lors de la publication de ses résultats du Q3 2020, Tesla annonce que la construction de la deuxième phase est quasiment terminée, celle-ci a été conçue pour produire 250 000 Model Y par an. Au même moment, de légères mises à niveau ont été réalisées sur la première phase et un troisième créneau de travail a été ajouté. Celle-ci a désormais atteint sa capacité de production théorique d'environ 250 000 Model 3 par an.
En octobre 2020, la Gigafactory 3 a commencé à produire la Model 3 Standard Plus, destinée à l'exportation en Europe. Celles-ci sont par ailleurs équipées de batteries LFP fournies par CATL.
En 2023, Tesla annonce vouloir ouvrir à Shanghai une usine de batteries Megapack, destinées à stocker de grandes quantités d'électricité.

### Amérique latine
Le 28 février 2023, le président mexicain Andrés Manuel López Obrador annonce l'ouverture prochaine d'une usine de Tesla à Monterrey, au nord du Mexique.

### Afrique
Le 27 mai 2025, la société Tesla a officiellement créé sa filiale marocaine, Tesla Morocco, marquant son entrée sur le marché nord-africain. Le siège de la filiale est établi à la Tour Crystal, dans la Marina de Casablanca. Détenue par les entités néerlandaises Tesla International B.V. et Tesla Motors Netherlands B.V., la société dispose d’un capital social de 27,5 millions de dirhams, réparti en 275 274 parts . Cette implantation s’inscrit dans une stratégie d’expansion vers les marchés émergents, notamment dans les domaines de la mobilité électrique, des infrastructures de recharge, du stockage d’énergie et des solutions solaires.
Le choix du Maroc reflète l’intérêt croissant de Tesla pour un pays considéré comme un hub automobile continental, porté par une politique industrielle orientée vers la transition énergétique et la production de batteries à base de phosphate de fer-lithium. L’installation de Tesla Morocco intervient également dans un contexte national favorable à l’électromobilité, en phase avec les objectifs du royaume en matière de décarbonation et de souveraineté énergétique. Si l’ouverture du bureau à Casablanca constitue une première étape, elle pourrait préfigurer à terme une présence industrielle plus marquée,,,.

### Sites fermés
De 2008 à 2012, le premier véhicule commercialisé par Tesla, le Roadster de première génération, a été assemblé à Menlo Park, en Californie, dans une usine aménagée en retrait d'un des deux premiers concessionnaires de la marque. Les châssis arrivaient de l'usine de Lotus Cars à Hethel, au Royaume-Uni. Les batteries provenaient du siège de Tesla à Palo Alto.

## Production et ventes
En 2024, Tesla a livré 1 789 226 voitures, soit une baisse de 1 %. Cette mauvaise performance est largement imputable à une gamme vieillissante et limitée, dans laquelle seulement deux modèles, Model 3 et Model Y, assurent 95 % des ventes. La concurrence est également nettement plus féroce, notamment en Chine. En France, les immatriculations de Tesla ont même chuté de 35 %. La production a reculé de 3,9 %, à 1 773 443 voitures. Son principal concurrent, BYD, a vendu 1,76 millions de voitures 100 % électriques, en progression de 12 %.
En 2023, Tesla a vendu 1 808 581 véhicules, en progression de 38 %, et en a produit 1 845 985. L'objectif de deux millions de modèles écoulés sur l’année, annoncé par Elon Musk début 2023, n'a pas été atteint, mais Tesla conserve son rang de premier producteur et vendeur de voitures électriques, devant BYD, qui atteint 1,6 million de ventes.
En 2022, une croissance de 40 % des ventes est enregistrée : 1 313 851 voitures, dont 1 247 146 voitures Model 3 / Model Y et 66 705 voitures Model S et X. L'usine de Berlin atteint un rythme de 3 000 voitures par semaine, en décembre,. En Chine, 439 770 véhicules ont été vendus en 2022, en hausse de 37 % par rapport à 2021.
Les ventes mondiales de Tesla s'approchent du million d'exemplaires, en 2021 : 936 172 voitures sont livrées, en progression de 87 % par rapport à 2020, dont 911 208 Model3/Y et 24 964 Model S/X.
Les ventes mondiales dépassent les 250 000 unités en septembre 2017 et Tesla produit son 300 000e véhicule en février 2018,. Les ventes mondiales de Tesla atteignent le cap des 500 000 en décembre 2018. En 2019, les ventes mondiales de véhicules Tesla augmentent de 50 %, passant de 245 240 unités, en 2018, à 367 849 unités, en 2019. Le 9 mars 2020, l'entreprise produit sa millionième voiture électrique.
Les livraisons de Tesla varient considérablement, d'un mois à l'autre, en raison de problèmes régionaux tels que la disponibilité des transporteurs et l'enregistrement de nouveaux véhicules. Tesla ne suit pas la norme de l'industrie automobile en matière de rapports mensuels ; General Motors et Ford sont passés de rapports mensuels à des rapports trimestriels sur les ventes en 2018 et 2019. Certaines ventes mensuelles sont estimées par les médias.
- Model S
- Model X
- Model S/X
- Model 3
- Autres modèles
- Model 3/Y

| 2014 | 32 000    |           |           |           |           |           |           |           |           |           |           |           |           |           |           |           |           |           |           |           |           |           |           |           |           |           |           |           |           |           |           |           |           |           |           |           |           |  |  |  |  |  |  |  |  |  |  |  |  |  |
| 2015 | 50 000    |           |           |           |           |           |           |           |           |           |           |           |           |           |           |           |           |           |           |           |           |           |           |           |           |           |           |           |           |           |           |           |           |           |           |           |           |  |  |  |  |  |  |  |  |  |  |  |  |  |
| 2016 | 76 200    | 76 200    |           |           |           |           |           |           |           |           |           |           |           |           |           |           |           |           |           |           |           |           |           |           |           |           |           |           |           |           |           |           |           |           |           |           |           |  |  |  |  |  |  |  |  |  |  |  |  |  |
| 2017 | 103 100   | 103 100   | 103 100   |           |           |           |           |           |           |           |           |           |           |           |           |           |           |           |           |           |           |           |           |           |           |           |           |           |           |           |           |           |           |           |           |           |           |  |  |  |  |  |  |  |  |  |  |  |  |  |
| 2018 | 245 200   | 245 200   | 245 200   | 245 200   | 245 200   | 245 200   |           |           |           |           |           |           |           |           |           |           |           |           |           |           |           |           |           |           |           |           |           |           |           |           |           |           |           |           |           |           |           |  |  |  |  |  |  |  |  |  |  |  |  |  |
| 2019 | 367 500   | 367 500   | 367 500   | 367 500   | 367 500   | 367 500   | 367 500   | 367 500   |           |           |           |           |           |           |           |           |           |           |           |           |           |           |           |           |           |           |           |           |           |           |           |           |           |           |           |           |           |  |  |  |  |  |  |  |  |  |  |  |  |  |
| 2020 | 499 550   | 499 550   | 499 550   | 499 550   | 499 550   | 499 550   | 499 550   | 499 550   | 499 550   | 499 550   |           |           |           |           |           |           |           |           |           |           |           |           |           |           |           |           |           |           |           |           |           |           |           |           |           |           |           |  |  |  |  |  |  |  |  |  |  |  |  |  |
| 2021 | 936 172   | 936 172   | 936 172   | 936 172   | 936 172   | 936 172   | 936 172   | 936 172   | 936 172   | 936 172   | 936 172   | 936 172   | 936 172   | 936 172   | 936 172   | 936 172   | 936 172   | 936 172   | 936 172   |           |           |           |           |           |           |           |           |           |           |           |           |           |           |           |           |           |           |  |  |  |  |  |  |  |  |  |  |  |  |  |
| 2022 | 1 313 851 | 1 313 851 | 1 313 851 | 1 313 851 | 1 313 851 | 1 313 851 | 1 313 851 | 1 313 851 | 1 313 851 | 1 313 851 | 1 313 851 | 1 313 851 | 1 313 851 | 1 313 851 | 1 313 851 | 1 313 851 | 1 313 851 | 1 313 851 | 1 313 851 | 1 313 851 | 1 313 851 | 1 313 851 | 1 313 851 | 1 313 851 | 1 313 851 | 1 313 851 | 1 313 851 |           |           |           |           |           |           |           |           |           |           |  |  |  |  |  |  |  |  |  |  |  |  |  |
| 2023 | 1 808 581 | 1 808 581 | 1 808 581 | 1 808 581 | 1 808 581 | 1 808 581 | 1 808 581 | 1 808 581 | 1 808 581 | 1 808 581 | 1 808 581 | 1 808 581 | 1 808 581 | 1 808 581 | 1 808 581 | 1 808 581 | 1 808 581 | 1 808 581 | 1 808 581 | 1 808 581 | 1 808 581 | 1 808 581 | 1 808 581 | 1 808 581 | 1 808 581 | 1 808 581 | 1 808 581 | 1 808 581 | 1 808 581 | 1 808 581 | 1 808 581 | 1 808 581 | 1 808 581 | 1 808 581 | 1 808 581 | 1 808 581 | 1 808 581 |  |  |  |  |  |  |  |  |  |  |  |  |  |

## Financement de l'entreprise

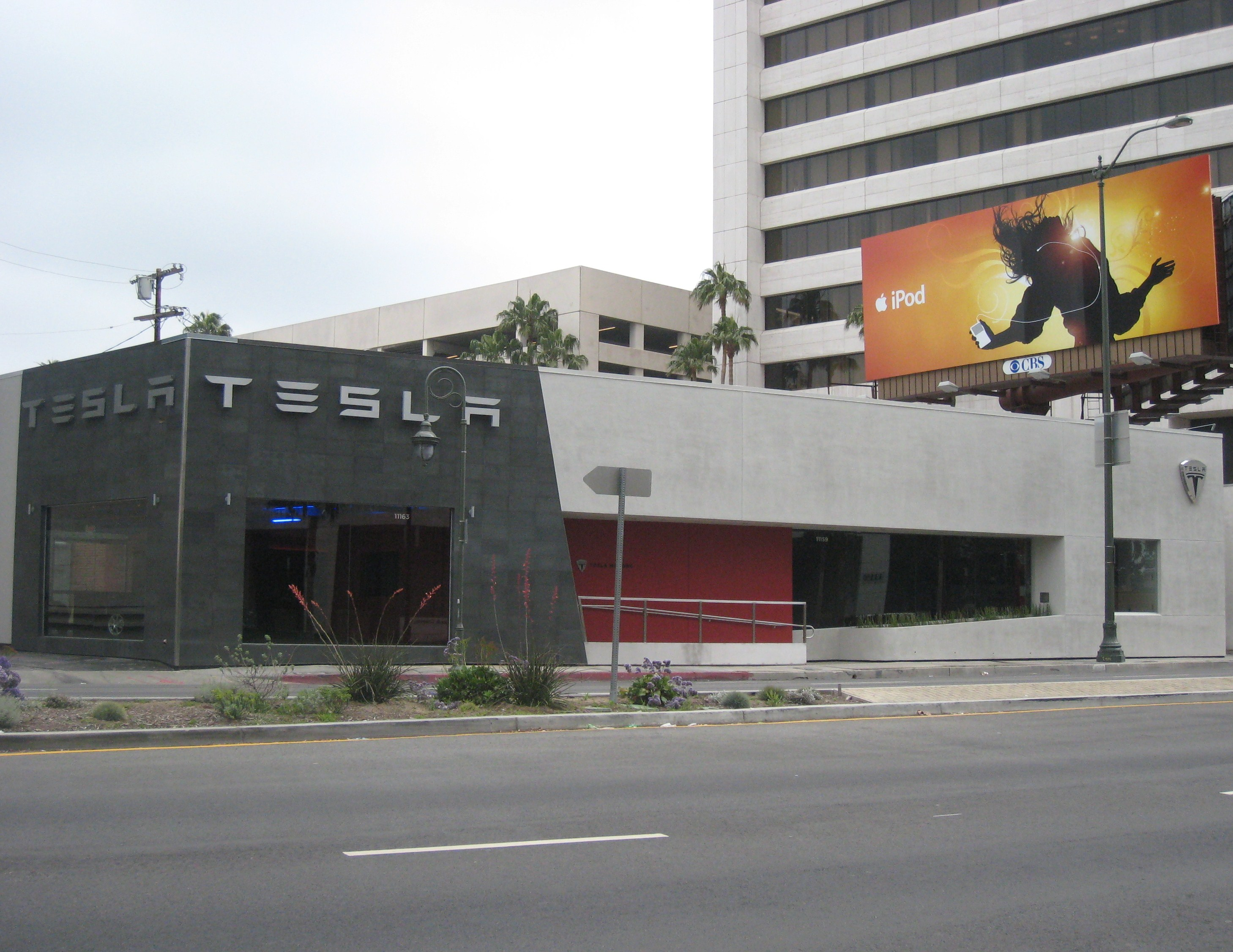
Concessionnaire Tesla à Los Angeles.

L'investissement initial vient du cocréateur de PayPal, Elon Musk, qui est devenu président du conseil d'administration de Tesla. Il mena aussi les deux premiers tours de table financiers et codirigea le troisième tour avec VantagePoint Venture Partners. Le troisième tour de table fit entrer des investisseurs connus comme les cofondateurs de Google Sergey Brin et Larry Page et l'ancien président d'eBay Jeff Skoll.
En mai 2007, la société avait réuni plus de 105 millions de dollars par financement privé. Elon Musk a contribué pour 37 millions de dollars à ce financement.
À la suite du départ du fondateur Martin Eberhard, la société fut dirigée par Ze'ev Drori (en), entrepreneur californien, de 2007 à 2008, puis par Elon Musk lui-même, qui assure encore ce poste.
Tesla a financé un réseau de près de 3 000 superchargeurs permettant de faire l’équivalent d’un plein en 45 min, et a dépensé plusieurs milliards de dollars dans une gigantesque usine de batteries dans le Nevada afin d'équiper la Model 3. La marque a dû lever près de 4 milliards de dollars sur les marchés depuis 2013, et malgré cela, son cours a été multiplié par plus de onze depuis la cotation en 2010.
En mars 2017, Tesla réunit 1,2 milliard de dollars, à la fois en émettant 1,3 million d'actions ordinaires et « via la cession de titres convertibles de premier rang à échéance 2022 ».
Tesla a gagné plus de 3 milliards d'euros grâce à la vente de crédits CO2, de 2012 à 2020. Plus d'une douzaine d'États des États-Unis, dont la Californie ou le Massachusetts, ont mis en place depuis des années des plafonds d'émissions moyens de CO2 à ne pas dépasser, sous peine de lourdes amendes. L'Union européenne applique un dispositif semblable depuis le 1er janvier 2020. Pour éviter les pénalités, les constructeurs ont, aux États-Unis, la possibilité d'acheter des « crédits CO2 » aux entreprises qui sont en dessous du seuil. En Europe, ils peuvent former un « pool » avec un ou plusieurs autres constructeurs plus vertueux, moyennant finances. Tesla a ainsi encaissé 40,5 millions $ de crédit CO2 dès 2012, puis 194 millions $ en 2013, etc.
En 2019, ces recettes ont atteint 594 millions $ avec la formation d'un pool en Europe avec Fiat-Chrysler. Sur les neuf premiers mois de 2020, Tesla a perçu 1,18 milliard $ de crédits CO2, et Honda a rejoint, le 2 novembre 2020, le pool Tesla-FCA.

## Actionnaires
Liste des principaux actionnaires au 28 avril 2022 :
| Elon Musk                                       | 16,7 % |
| The Vanguard Group                              | 5,71 % |
| Capital Research & Management (World Investors) | 3,55 % |
| SSgA Funds Management                           | 3,14 % |
| BlackRock                                       | 1,67 % |
| Larry Ellison                                   | 1,45 % |
| Geode Capital Management                        | 1,31 % |
| Baillie Gifford                                 | 1,04 % |
| Jennison Associates (en)                        | 1,03 % |
| Northern Trust Investments                      | 0,83 % |

Entre le 14 septembre et le 8 novembre 2021, Elon Musk vend 4,5 millions d’actions Tesla, soit 3 % de ses parts ; il lance le 6 novembre un sondage consultation sur Twitter pour demander s'il doit en vendre 10 %. Après ces ventes, Elon Musk conserve 1,22 million d’actions Tesla en libre accès ainsi que 170 autres millions logées dans un trust.
En août 2022, Elon Musk vend pour 6,9 milliards de dollars d'actions Tesla.

## Direction de l'entreprise
| Portrait                                                                     | Identité                                            | Période           | Période     | Durée           |
| Portrait                                                                     | Identité                                            | Début             | Fin         | Durée           |
| ---------------------------------------------------------------------------- | --------------------------------------------------- | ----------------- | ----------- | --------------- |
| Elon Musk, 6 avril 2022.                                                     | Elon Musk (né en 1971)                              | 2004              |             |                 |
| Kimbal Musk                                                                  | Kimbal Musk (né en 1972)                            | 2004              |             |                 |
| Pas de portrait sous licence libre disponible pour Ira Ehrenpreis.           | Ira Ehrenpreis (d)                                  | 2007              |             |                 |
| Robyn Denholm                                                                | Robyn Denholm (née en 1963)                         | 2014              |             |                 |
| James Murdoch, 13 novembre 2008.                                             | James Murdoch (en), (né en 1972)                    | 13 juillet 2017   |             |                 |
| Larry Ellison en 2016.                                                       | Larry Ellison, (né en 1944)                         | 2018              | 4 août 2022 | 4 ans           |
| Pas de portrait sous licence libre disponible pour Kathleen Wilson-Thompson. | Kathleen Wilson-Thompson (en), (née en années 1950) | 27 décembre 2018  |             |                 |
| Pas de portrait sous licence libre disponible pour Hiromichi Mizuno.         | Hiromichi Mizuno (en), (né en 1965)                 | avril 2020        | mai 2023    | 3 ans et 1 mois |
| Joe Gebbia, 4 février 2024.                                                  | Joe Gebbia, (né en 1981)                            | 25 septembre 2022 |             |                 |
| JB Straubel, 28 mai 2013.                                                    | JB Straubel (en) (né en 1965)                       | 16 mai 2023       |             |                 |

| Portrait                                                        | Identité                      | Période       | Période      | Durée             |
| Portrait                                                        | Identité                      | Début         | Fin          | Durée             |
| --------------------------------------------------------------- | ----------------------------- | ------------- | ------------ | ----------------- |
| Martin Eberhard, 27 septembre 2006.                             | Martin Eberhard (né en 1960)  | 2002          | août 2007    | 5 ans             |
| Pas de portrait sous licence libre disponible pour Ze'ev Drori. | Ze'ev Drori (en) (né en 1940) | décembre 2002 | octobre 2008 | 5 ans et 10 mois  |
| Elon Musk, 6 avril 2022.                                        | Elon Musk (né en 1971)        | octobre 2008  | En cours     | 16 ans et 10 mois |

| Portrait                 | Identité                     | Période       | Période       | Durée            |
| Portrait                 | Identité                     | Début         | Fin           | Durée            |
| ------------------------ | ---------------------------- | ------------- | ------------- | ---------------- |
| Elon Musk, 6 avril 2022. | Elon Musk, (né en 1971)      | avril 2004    | novembre 2018 | 14 ans et 7 mois |
| Robyn Denholm            | Robyn Denholm, (née en 1963) | novembre 2018 | En cours      | 6 ans et 9 mois  |

## Résultats financiers
En 2020, pour la première fois de son existence, Tesla est rentable sur une année entière : son résultat net atteint 721 millions $ et son chiffre d'affaires 31,5 milliards $, en hausse de 28 %. Mais le bénéfice est resté largement tiré par les crédits CO2, cédés à d'autres constructeurs (principalement auprès de Fiat-Chrysler et Honda) pour les aider à atteindre leurs objectifs réglementaires. Ils ont atteint 1,6 milliard d'euros, soit 5 % des revenus de Tesla en 2020. Le dernier trimestre est le sixième trimestre bénéficiaire consécutif. La marge opérationnelle annuelle, de 6,3 %, est parmi les meilleures de l'industrie automobile en 2020. La valeur en Bourse de Tesla a dépassé 800 milliards $. Tesla a livré 499 550 véhicules en 2020, dont 442 500 Model 3 et Model Y. Les 180 570 livraisons du dernier trimestre sont un nouveau record de ventes trimestriel. Cependant, l'évolution des ventes vers des voitures moins chères a entraîné une baisse du prix moyen de 11 % par rapport au dernier trimestre de 2019. Tesla prévoit pour 2021 une hausse de ses ventes de plus de 50 %, à 750 000 unités.
En 2019, Tesla a réalisé un chiffre d'affaires de 24,57 milliards $, contre 21,46 milliards $ en 2018, assorti d'une perte nette de 862 millions $, réduite de 11,7 % par rapport à 2018 ; au dernier trimestre 2019, l'entreprise a été rentable, avec un bénéfice net de 105 millions de dollars ; c'est le deuxième trimestre consécutif dans le vert. Tesla s'attend désormais à être durablement bénéficiaire, à quelques exceptions près, notamment lors des périodes de lancement d'un nouveau produit et de l'augmentation des cadences de production.
En 2020, Tesla enchaîne les records en Bourse, avec une action qui s'est envolée de plus de 660 %. Le 17 décembre 2020, à la fermeture des marchés, la start-up d'Elon Musk vaut plus de 655 milliards de dollars et fait son entrée dans S&P 500,. Cette capitalisation, qui culminera en 2021 à plus de 1 023 milliards d'euros, retombera fortement ensuite, pour passer sous les 600 milliards. Au second trimestre 2021, Tesla atteint pour la première fois le milliard de dollars de bénéfice net, plus précisément 1,14 milliard $, à la suite de la vente de 201 250 véhicules sur le trimestre.
En 2021, Tesla publie des résultats spectaculaires : une progression de ses ventes de 87 %, un chiffre d'affaires de 53,82 milliards $ en hausse de 71 % et un résultat net de 5,52 milliards $. Sa marge opérationnelle passe de 6,3 % en 2020 à 12,1 % en 2021, niveau exceptionnel pour le secteur automobile. Le coût moyen de fabrication d'une Tesla est tombé à 36 000 $ en fin d'année, grâce en partie à la progression des volumes, qui ont bondi de 87 % en 2021, à 936 000 unités.
Selon une étude du cabinet EY à partir des comptes 2021 des 16 premiers constructeurs mondiaux (hors chinois et indiens), Tesla arrive en tête du classement des constructeurs pour la rentabilité, avec une marge d'exploitation de 12,1 %, devant les constructeurs premium allemands BMW et Mercedes.
Au cours de l'année 2022, la valeur de l'entreprise chute de 65 % en Bourse, soit une perte de 700 milliards de dollars,.
En 2022, le chiffre d'affaires de Tesla bondit de 51 %, à 81,46 milliards $, porté par une envolée des ventes de 40 %. Tesla a vendu 1,31 million de véhicules en 2022, à peine moins que la marque Renault, et ses revenus atteignent le double de ceux de Renault. Sa marge opérationnelle s'établit à 16,8 %, un niveau rarement atteint dans l'automobile ; le bénéfice net atteint 12,56 milliards $, et le free cash flow 7,6 milliards $. Tesla compte produire entre 1,8 et 2 millions de véhicules, en 2023.
Au deuxième trimestre 2023, les ventes de Tesla progressent de 83 % par rapport à la même période de 2022 ; malgré des baisses de prix jugées agressives, sa marge brute est encore de 18,2 %, contre 25 % en 2022 ; elle reste supérieure à la normale pour un constructeur automobile. Les recettes du trimestre atteignent 24,9 milliards de dollars, en hausse de 47 % en un an. Le profit opérationnel atteint 2,7 milliards de dollars, et la trésorerie atteint 23 milliards de dollars.
| Année | Chiffre d'affaires | Résultat d'exploitation | Résultat net |
| ----- | ------------------ | ----------------------- | ------------ |
| 2008  | 15                 | -79                     |              |
| 2009  | 112                | -52                     |              |
| 2010  | 117                | -154                    |              |
| 2011  | 204                | -254                    |              |
| 2012  | 413                | -396                    |              |
| 2013  | 2 013              | -61                     |              |
| 2014  | 3 198              | -187                    |              |
| 2015  | 4 046              | -717                    |              |
| 2016  | 7 000              | -667                    |              |
| 2017  | 11 759             | -1 632                  | -1 960       |
| 2018  | 21 461             | -388                    | -980         |
| 2019  | 24 578             | -69                     | -860         |
| 2020  | 31 536             | 1 194                   | 720          |
| 2021  | 53 823             | 6 523                   | 5 519        |
| 2022  | 81 462             | 13 656                  | 12 556       |
| 2023  | 96 773             | 8 891                   | 14 997       |
| 2024  | 97 690             | 7 076                   | 7 091        |

Le graphique qui aurait dû être présenté ici ne peut pas être affiché car il utilise l'ancienne extension Graph, désactivée pour des questions de sécurité. Des indications pour créer un nouveau graphique avec la nouvelle extension Chart sont disponibles ici.

Le graphique qui aurait dû être présenté ici ne peut pas être affiché car il utilise l'ancienne extension Graph, désactivée pour des questions de sécurité. Des indications pour créer un nouveau graphique avec la nouvelle extension Chart sont disponibles ici.

Le graphique qui aurait dû être présenté ici ne peut pas être affiché car il utilise l'ancienne extension Graph, désactivée pour des questions de sécurité. Des indications pour créer un nouveau graphique avec la nouvelle extension Chart sont disponibles ici.

Le graphique qui aurait dû être présenté ici ne peut pas être affiché car il utilise l'ancienne extension Graph, désactivée pour des questions de sécurité. Des indications pour créer un nouveau graphique avec la nouvelle extension Chart sont disponibles ici.

## Export
Les véhicules exportés sont dotés de caméras qui restent inutilisées.

### Chine
Tesla a dû se porter en justice pour conserver sa marque en Chine. « Tesla » y avait été déposé en 2006 et le constructeur américain avait envisagé de commercialiser ses voitures sous la marque Tuosule avant de gagner son procès début 2014.

### Europe
En 2009, un salon ouvre à Monaco. Il s'agit du troisième en Europe, après Londres et Munich.
En 2014, Tesla a installé en France ses cinq premières bornes de chargement pour la Model S. Vingt-cinq sont prévues pour 2015. Fin 2016, on trouve 46 emplacements de charge rapide pour Tesla en France.
En janvier 2025, les ventes de Tesla en Europe chutent de 50 % par rapport à 2024, allant jusqu'à 75 % de baisse en Espagne et 63 % en France. Ces baisses peuvent s'expliquer par la dégradation de l'image de la marque et de son fondateur Elon Musk, mais aussi par la concurrence plus grande des marques chinoises sur le marché de la voiture électrique.

## Fonction pilote automatique
Le véhicule est équipé d'une fonction d'aide à la conduite, baptisée « Autopilot », qui fait différer l'homologation du type de véhicule entre l'Union européenne et les États-Unis.
En février 2025, un tribunal allemand a déclaré Tesla Autopilot défectueux pour une utilisation normale en raison de problèmes de freinage fantôme.

### Homologation
En Europe, le système d’aide à la conduite de Tesla n’est pas homologué de niveau 3, et donc n’autorise pas les conducteurs à lâcher le volant.
En Amérique du Nord, Tesla recommande aux conducteurs de rester attentifs et vigilants durant leur conduite, lorsque la fonction Autopilot est engagée. Celle-ci permet de lâcher le volant, mais nécessite de démontrer sa présence régulièrement en le reprenant en main.

« Le pilote automatique permet à votre voiture d’avancer, d’accélérer et de freiner automatiquement mais les fonctionnalités actuelles de l’Autopilot nécessitent une supervision active du conducteur et ne rendent pas le véhicule autonome. »

— Tesla

### Marketing de l'assistance à la conduite
Le groupe est notamment critiqué pour sa fonction « Autopilot » qui assiste la conduite d'une façon plus poussée que celle des concurrents. En effet, plusieurs accidents ont été constatés parmi les utilisateurs. Cela s'explique surtout par un marketing utilisant des termes ambigus comme « autopilot » ou « full-self-driving » mais aussi par l'association qui est spontanément faite entre pilotage automatique et véhicule parfaitement autonome.
Selon Tesla, « Autopilot n'est pas un logiciel de conduite automatique et ceux qui l'utilisent doivent rester maîtres du véhicule ». Dans le même temps, certaines personnes craignent que l'autonomie des véhicules entraîne une baisse de la vigilance du conducteur, par exemple, d'après Vinci, l’automatisation de la conduite entraîne une détérioration de la capacité de réaction en raison d'une diminution du niveau de vigilance, ; c'est notamment le cas des systèmes qui intègrent un régulateur de vitesse adaptatif (ACC) ou une aide au maintien dans la file de circulation. Pour d'autres, la baisse de vigilance serait due à l’allègement de la conduite.
Le 8 août 2022, le Département des véhicules à moteur (DMV) de Californie accuse Tesla de faire des « déclarations fausses ou trompeuses » sur les capacités de conduite autonome de ses véhicules, alors qu'il reste nécessaire que le conducteur garde les mains sur le volant. Le DMV juge que les noms Autopilot et FSD, ainsi que le langage utilisé par Tesla pour les décrire, pourraient tromper les utilisateurs. Deux sénateurs américains ont également demandé à la Federal Trade Commission (FTC) d'enquêter sur la manière dont la marque fait la publicité de son système d'assistance à la conduite. Tesla a déjà été condamné en 2020 par la justice allemande pour son usage abusif des termes « conduite autonome » et « Autopilot ».
Le 7 mai 2016, un conducteur de Tesla, Joshua Brown, décède en Floride à la suite d'une collision avec un semi-remorque alors que la fonction Autopilot de son véhicule était activée. Le 19 janvier 2017, l'Autopilot est mis hors de cause par la justice américaine, estimant que le conducteur de la Tesla avait eu sept secondes pour réagir et que l'accident avait donc été causé par des « facteurs humains ». L'enquête de la NHTSA a notamment mis en lumière le fait que le taux d'accidents en Tesla a baissé de près de 40 % depuis l'introduction de la fonctionnalité de pilotage automatique. En mars 2018, le groupe rappelle 123 000 véhicules de la gamme Model S, pour un problème de corrosion des boulons de la direction assistée. À cause de ce problème, les actions perdent 20 % en un mois. Un économiste prédit la faillite du groupe dans les six mois.

### Risques d'accidents
Un classement américain considère que les conducteurs de Tesla sont ceux qui ont le plus d'accidents par conducteur.
Ces surplus d'accidents ne s'expliquent pas par la distance parcourue.

#### Accidents et fonction autopilot
La fonction Autopilot a mené à des accidents, dont quatre mortels, toutes les victimes étant des conducteurs de Tesla ayant utilisé la fonction. Aux États-Unis, à la suite d'un accident survenu en 2018, le Conseil national de la sécurité des transports (NTSB) a recommandé, en février 2020, aux autorités de rendre obligatoire pour les fabricants de voiture de niveau 2 (assistance à la conduite, soit le niveau inférieur à la voiture autonome) un équipement capable de surveiller que le conducteur n'est pas distrait durant sa conduite[source insuffisante].

#### Accidents et engagement
Certains de ces accidents sont causés par la distraction du conducteur, qui reste responsable de sa conduite, même avec l'utilisation de cette aide à la conduite.
En avril 2021, Consumer Reports relève certaines caractéristiques de la suite logicielle de conduite de Tesla considérées comme des défauts : le système échoue à surveiller l'engagement du conducteur et à détecter sa présence. D'après Consumer Reports, dans les conditions où aucun conducteur ne conduit, le véhicule n'est pas capable de s'arrêter de lui-même. Par ailleurs, Consumer Reports a révélé que le système de détection du conducteur utilisé par la fonction Autopilot se laisse berner par une ceinture de sécurité bouclée et une chaîne en équilibre sur le volant là où les caméras des systèmes concurrents sont plus à même de détecter la présence et l'attention du conducteur. Consumer Reports suggère également que la non-détection de l'inattention ou de l'absence du conducteur contribue à certains accidents.
À la suite d'un accident au Texas ayant fait deux morts à bord d’une Tesla Model S visiblement sans conducteur, Elon Musk avait assuré, sur Twitter, que la Tesla Model S accidentée n’avait pas l’Autopilot enclenché. Les premières conclusions de l’enquête suivant l'accident avaient établi l’absence de conducteur. Consumer Reports a testé la possibilité de rouler sans occupant au volant et a réussi.

#### Accidents et autosteer
Les véhicules Tesla sont dotés d'une fonction commercialisée sous l’appellation Autosteer. Cette fonction Autosteer aide à la direction et au maintien de la voiture dans une voie pour une utilisation simultanée avec le régulateur de vitesse en fonction du trafic.
La fonction Autosteer permet également de maintenir la voiture dans le centre de la voie dans les virages sur les routes autorisées que sont certaines autoroutes à accès limité.
Certaines sources indiquent que l'activation de la fonction Autosteer a augmenté le déploiement de l'airbag de 59 %.

#### Autres accidents
La National Highway Traffic Safety Administration, l’autorité de sécurité des transports américaine, reçoit de nombreuses plaintes au sujet des « freinages fantômes » qui surviennent quand le véhicule ralentit brutalement lorsqu’il détecte un obstacle qui n’est en réalité pas présent. La nouvelle version du Full Self Driving (octobre 2021) n’a pas résolu le problème.
En décembre 2021, un accident mortel provoqué par un taxi Tesla de la compagnie G7 à Paris a conduit cette entreprise à suspendre sa flotte de 37 véhicules Model 3,.

## Critiques et controverses

### Extraction minière pour les composants des batteries
L'exploitation minière, principalement de nickel et de cobalt, qui approvisionne Tesla et les autres constructeurs automobiles pour leurs batteries électriques subit des critiques car elle produit des crises humanitaires, sanitaires, environnementales et sociales significatives. Des faits de corruptions, d'abus de droits humains et d'exploitations d'enfants sont reprochés aux fournisseurs de l'entreprise,,,,.

### Risque d'incendie
En juillet 2014, le cours de l'action de Tesla chute de 2,9 % après qu'une Tesla Model S volée s'enflamme dans un accident après une course-poursuite avec la police. La voiture ayant été coupée en deux lors du crash, des morceaux de batterie lithium-ion enflammés sont projetés autour du lieu de l'accident et des images sont diffusées par la chaîne de télévision KTLA-TV,. Deux autres incidents impliquant une Tesla ont eu lieu auparavant, que les autorités de sécurité américaines avaient classés sans suite.

### Statistiques d'accidents
Le 4 juin 2017, l'Association américaine des automobilistes augmente les taux d'assurance pour les propriétaires de Tesla après un rapport de l'Insurance Institute for Highway Safety (en) qui conclut que la fréquence des accidents serait 46 % plus élevée pour la Model S et qu'elle serait 50 % plus coûteuse à réparer que des véhicules comparables ; la Tesla X aurait 41 % plus d'accidents et serait 89 % plus coûteuse en réparation, comparé à des véhicules similaires. En conséquence, l'AAA augmente les tarifs d'assurance des voitures Tesla de 30 %. Selon Tesla, cette analyse serait sévèrement biaisée et ne reflèterait pas la réalité. Cependant, Tesla n'apporte pas de données contraires. Peu après, Russ Rader, porte-parole de l'Insurance Institute for Highway Safety, confirme les analyses de l'AAA sur les nombreux accidents impliquant Tesla et les coûts de réparation,. L'année suivante, une analyse de la fréquence et des coûts des assurances par l'IIHS conclut que les modèles S et X de Tesla sont les deux plus coûteux à assurer.
En octobre 2018, Tesla publie son premier rapport trimestriel d'accidents : au cours du 3e trimestre 2018, Tesla a enregistré un accident tous les 5,37 millions de kilomètres avec l’Autopilot enclenché et un tous les 3,08 millions de kilomètres en conduite manuelle ; en comparaison, l'organisme chargé de la sécurité routière aux États-Unis, le NHTSA, recense une moyenne d’un accident de la route tous les 791 000 km ; les Tesla subiraient donc quatre fois moins d'accidents que les autres voitures en mode manuel et sept fois moins avec le pilote automatique activé.
Ces allégations de réussite laissent les statisticiens dubitatifs. Les données de Tesla ne peuvent pas être utilisées pour faire des comparaisons, car elles sont confidentielles.
Selon les statistiques de juillet 2022 de la National Highway Traffic Safety Administration, les modèles Tesla représentaient près de 70 % des 392 accidents impliquant des systèmes avancés d'assistance à la conduite signalés depuis juillet 2021, et la majorité des décès et blessures graves. Cette entité a ouvert deux enquêtes distinctes sur des accidents, y compris au sujet de l'emploi de caméras embarquées.

### Rappels de véhicules
En janvier 2021, l'agence américaine de la sécurité routière (la NHTSA) demande à Tesla de rappeler environ 158 000 véhicules pour un problème de sécurité relatif à l'épuisement de la mémoire de l'ordinateur de bord. Sont concernées les Model S fabriquées entre 2012 et 2018 et les Model X produites entre 2016 et 2018,,.
Le 13 décembre 2023, Tesla rappelle plus de deux millions de véhicules, aux États-Unis, pour effectuer une mise à jour logicielle visant à corriger un défaut dans le système conçu pour assurer que les conducteurs restent attentifs lors de l'utilisation du système Autopilot, et les modèles concernés sont Y, S, 3, et X produits entre le 5 octobre 2012 et le 7 décembre 2023.

### Surveillance vidéo
Des voitures Tesla possèdent huit caméras embarquées et une fonction antivol filmant autour du véhicule (mode « Sentinelle »), pouvant également transmettre les données à l'entreprise aux États-Unis, ce qui pose problème notamment en Suisse où filmer l’espace public sans autorisation est illégal (violation de la sphère privée).
Les employés de Tesla ont accédé à des vidéos à plusieurs reprises entre 2019 et 2022 et les ont diffusées sur des canaux internes. L'entreprise a affirmé que ces vidéos sont anonymes, mais sept employés affirment que le programme utilisé permet la localisation des vidéos et donc du lieu de vie des clients. Un ex-employé a signalé que ces vidéos semblent avoir été prises lorsque le véhicule était à l'arrêt et éteint, ce qui est théoriquement impossible depuis plusieurs années. Elon Musk lui-même a été victime de la diffusion d'une vidéo de son véhicule filmant la Lotus Esprit submersible utilisée pour le tournage du film L'espion qui m'aimait.
Ces vidéos sont officiellement utilisées pour l'assistance et l'apprentissage du logiciel de conduite assistée des véhicules vendus par l'entreprise.

## Affaires judiciaires

### Condamnation en Corée du Sud pour publicité mensongère
En janvier 2023, des médias rapportent que Tesla a été condamné pour publicité mensongère par la Commission antitrust de Corée du Sud à environ 2,8 milliards de wons (environ 2,07 millions d’euros en 2023). Les éléments jugés problématiques sont, notamment, l'autonomie, la vitesse de rechargement des batteries ainsi que les économies supposées sur le carburant,.

### Condamnation en Allemagne concernant le recyclage des batteries
L'agence fédérale allemande pour l'environnement (UBA) a condamné Tesla à une amende de 12 milions d'euros, en 2020, pour non-respect de la réglementation sur le recyclage des batteries,,.

### Plaintes du personnel
En 2019, l'entreprise est accusée de racisme par six de ses salariés. Selon le New York Times, Tesla aurait proposé 100 000 $ à l'une des victimes pour éviter que l'affaire ne s'ébruite. En 2021, Tesla est condamné à payer 137 millions de dollars à un ancien employé victime de racisme au sein de l’une de ses usines, en 2015-2016. La même année, six employées portent plainte contre l’entreprise pour harcèlement sexuel. Une agence de l’État de Californie porte plainte, en 2022, contre Tesla pour discrimination raciale à l’encontre de travailleurs noirs dans l'usine de Fremont (Californie).
En octobre 2023, la US Equal Employment Opportunity Commission (EEOC) intente un procès à Tesla pour « harcèlement raciste sévère ou généralisé » envers ses employés afro-américains.

### Gouvernance
Une plainte en justice a été déposée pour attaquer la composition du conseil d’administration (CA). Non seulement la présence et le rôle d'Elon Musk lui-même sont en cause (22 % de la capitalisation), mais aussi la présence et le rôle de son frère Kimbal Musk, de James Murdoch (en), fils du magnat des médias Rupert Murdoch et ami très proche de Musk, sont critiqués pour leur trop grande proximité avec Elon Musk et aussi pour le risque que cela présente dans la défense des intérêts des petits actionnaires. Par ailleurs, le CA a été critiqué pour avoir accepté le principe d’une rémunération exceptionnelle d'Elon Musk de 56 milliards, et cette rémunération a été annulée par la juge Kathaleen McCormick en janvier 2024. À la suite de cela, il est interdit au CA de négocier un nouveau contrat de rémunération pour Musk, tant que le CA n’aura pas été restructuré de manière à devenir réellement indépendant. Une tribune de Simon Gueguen et Lionel Melka, dans le journal Le Monde, conclut que c’est « toute la structure de la gouvernance Tesla [qui] a été jugée inappropriée pour une société cotée ».